# Himmelkron

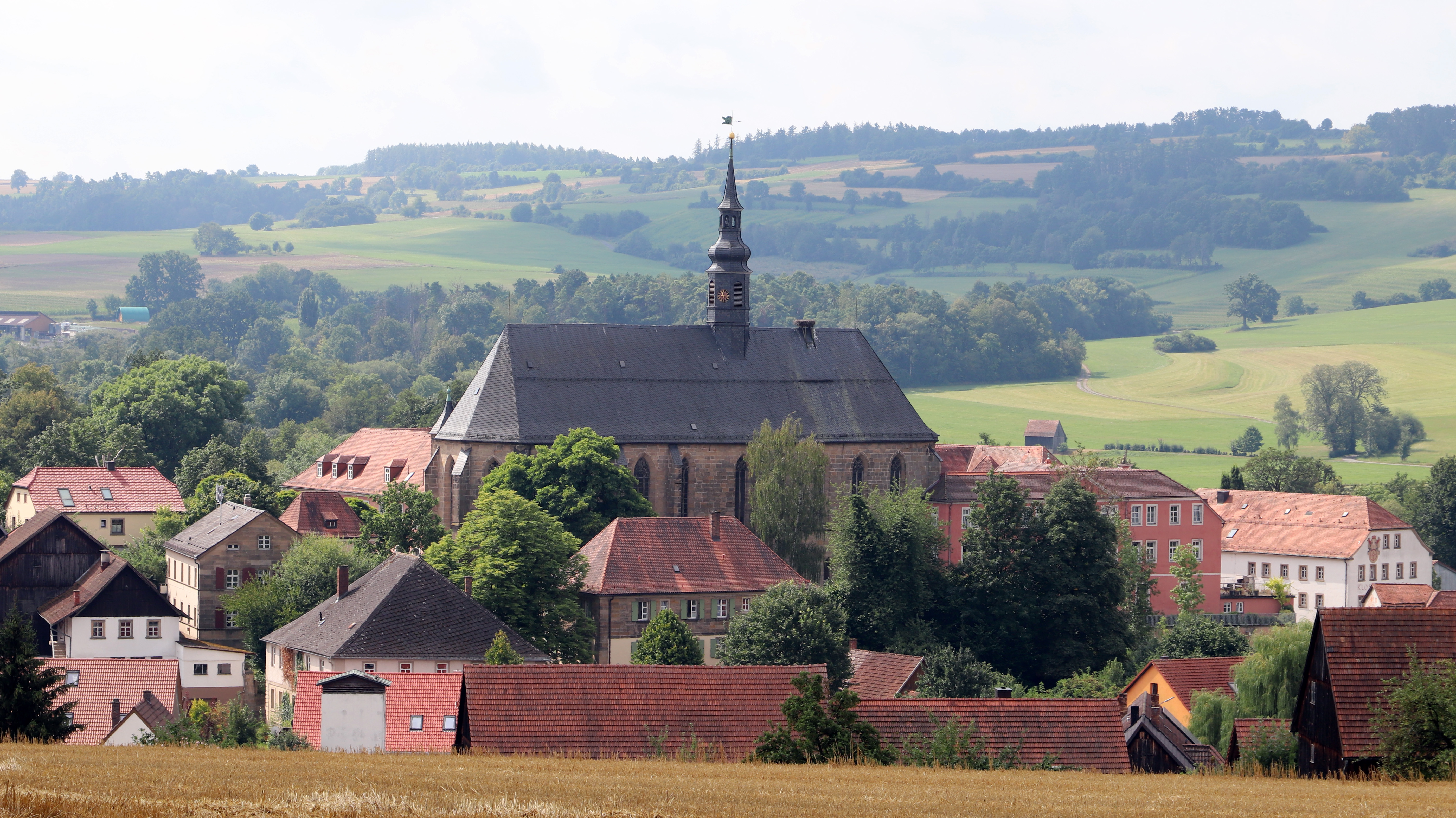
Blick vom Schafberg auf den historischen Ortskern von Himmelkron mit dem ehemaligen Zisterzienserinnen-Kloster und seiner Stiftskirche

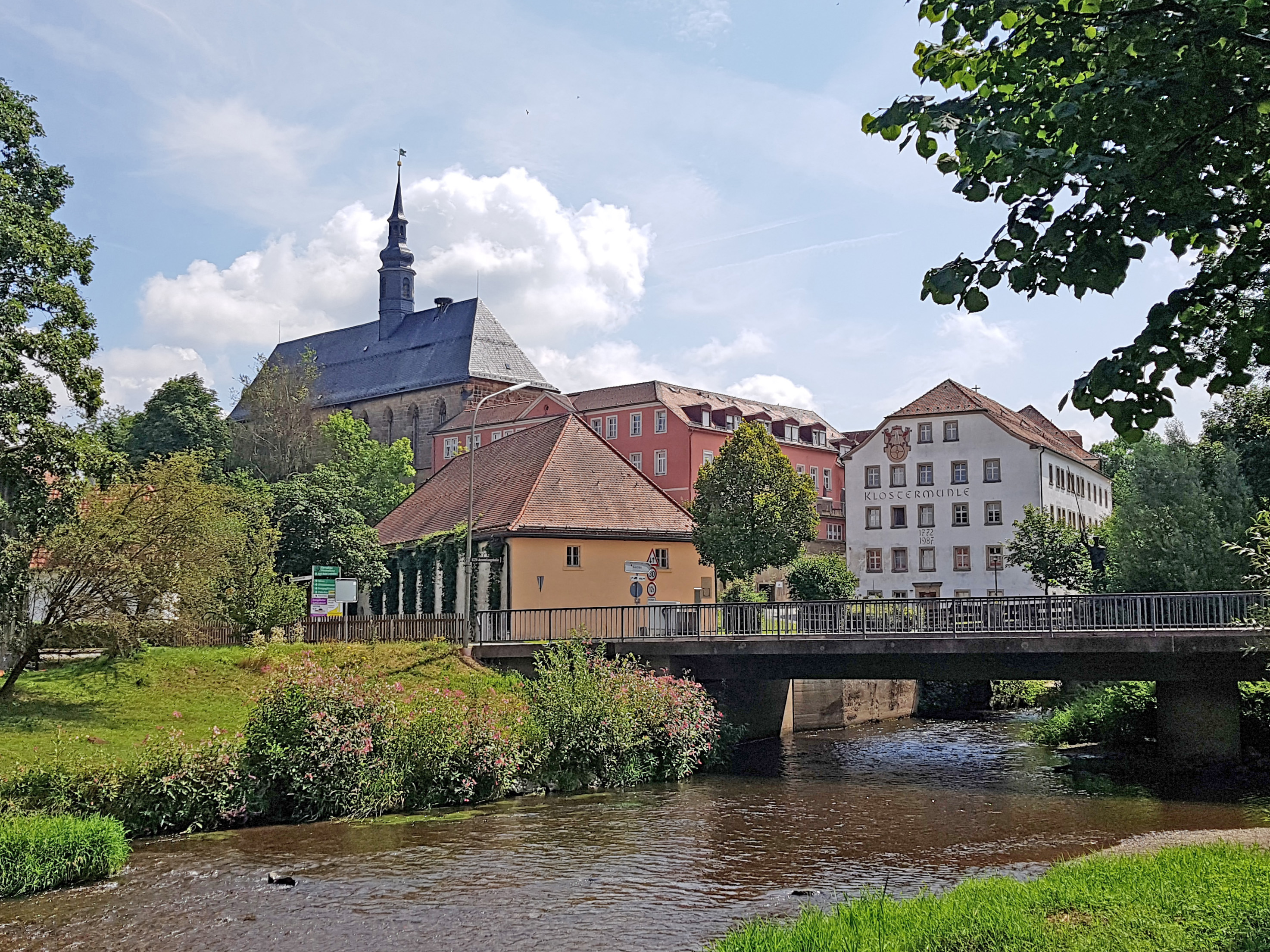
Weißer Main mit Klosterberg

Himmelkron (oberfränkisch: Gluschde bzw. Himmlgroh) ist eine Gemeinde im oberfränkischen Landkreis Kulmbach in Bayern.

## Geographische Lage
Das Pfarrdorf Himmelkron liegt auf einer Höhe von 343 m ü. NHN an der Mündung des Streitmühlbaches (auch Rohresbach genannt) in den Weißen Main, einem Quellfluss des Mains, dessen Quelle am Ochsenkopf im Fichtelgebirge 30 km entfernt ist. Umgeben wird es von den Randlagen des Frankenwaldes, des Fichtelgebirges und des Fränkischen Jura.
Der schmale Taleinschnitt des Streitmühlbaches nach seiner Quelle in Rohrersreuth (507 m ü. NHN) in die geologische Formation Fränkische Linie bietet eine Aufstiegshilfe für zwei Verkehrsadern zur Überwindung des Höhenunterschiedes vom Tal des Weißen Mains zur Münchberger Hochfläche (zwischen Frankenwald und Fichtelgebirge). Die Bahnstrecke von Bamberg nach Hof an der Saale, Teil der Ludwig-Süd-Nord-Bahn, erhielt 1848 für die 158 Höhenmeter eine Rampe, die Schiefe Ebene, mit einer Steigung von bis zu 25 ‰. Den gleichen Höhenunterschied überwindet die Autobahn A 9 München–Berlin.
Der Hauptort erstreckt sich auf einer ca. 1 km langen Anhöhe zwischen den Tälern des Mains und des Streitmühlbaches, sowie im Tal des Streitmühlbaches. Am nordwestlichen Ende beim Zusammenfluss der beiden Gewässer fällt die Anhöhe auf drei Seiten steil ab, der Bergsporn ist der ideale Ort für die Errichtung einer Burg und in der Nachfolge der Klosteranlage. Am anderen südöstlichen Ende bei der Kreuzung der beiden Verkehrsadern B 303 und A 9 wurde 1996 weithin sichtbar die Autobahnkirche St. Christophorus errichtet.

## Gemeindegliederung
Es gibt 14 Gemeindeteile (in Klammern ist der Siedlungstyp angegeben):
- Gleisenhof (Weiler)
- Gössenreuth (Dorf)
- Hermeshof (Einöde)
- Himmelkron (Pfarrdorf)
- Kieselhof (Weiler)
- Kremitz (Dorf)
- Kunigundenhof (Einöde)
- Lanzendorf (Pfarrdorf)
- Lindenhof (Einöde)
- Schiefe Ebene (Einöde)
- Schwärzhof (Weiler)
- Streit (Weiler)
- Streitmühle (Einöde)
- Ziegelhütte (Weiler)

Das Gemeindegebiet umfasst die Gemarkungen Gössenreuth, Himmelkron, Himmelkroner Forst und Lanzendorf. Die Gemarkung Himmelkron hat eine Fläche von 5,847 km². Sie ist in 1318 Flurstücke aufgeteilt mit einer durchschnittlichen Fläche von 4436 m². In ihr liegen neben dem namensgebenden Ort die Gemeindeteile Hermeshof, Schiefe Ebene, Schwärzhof, Streit, Streitmühle und Ziegelhütte.

## Geschichte
Der Ort hat seinen Ursprung auf der rechts des Weißen Mains gelegenen, ursprünglich slawischen Siedlung „Pretzendorf“ mit der Burg Castrum Prezendorff. Sie wurde wohl von den Andechs-Meranien gegründet.

### Klosterzeit 1279–1569
Zu Weihnachten 1279 schenkte Otto III., Graf von Weimar-Orlamünde (* 1244, † 1285), der als Landesherr auf der Plassenburg von Kulmbach residierte, die Burg dem Zisterzienserorden zur Gründung eines Frauenklosters. Sie war im Besitz der Grafen von Weimar-Orlamünde, deren Grafschaft auf dem Gebiet des heutigen Thüringens lag.
Zur Schenkung gehörten auch die dazugehörigen Äcker, Wiesen, Wälder, Mühlen, Gewässer und die mit ihnen verbundenen Rechte. In der Stiftungsurkunde wird der Name des Klosters mit „corona coeli“ (Krone des Himmels) festgelegt. Sein Motiv für die großzügige Stiftung war der Wunsch nach Vergebung aller unserer Sünden und zum Heil unserer Seelen. Sechs Jahre nach der Schenkung verstarb er. Der Name Himmelkron galt zunächst nur für den Klosterbezirk. Erst um 1600, nach der Klosterzeit, ging der Name auch auf das Dorf über. 1602 wurde ein größerer Friedhof an der Straße nach Lanzendorf angelegt, der den Friedhof an der Klosterkirche ablöste. Seitdem wurde der Name Pretzendorf nicht mehr erwähnt.
Die ersten Nonnen kamen wahrscheinlich aus dem Kloster Sonnefeld bei Coburg, dem nächstgelegenen Frauenkloster der Zisterzienser. Agnes von Weimar-Orlamünde († 1354), die Tochter des Klosterstifters Otto III., war Äbtissin des Klosters. Beide haben ein Denkmal im Altarraum der Stiftskirche, den Sarkophag des Grafen Otto und das Epitaph der Äbtissin Agnes. Noch im 13. Jahrhundert erging der Auftrag zum Bau der Kirche und geeigneter Klostergebäude südlich der Kirche. Mit drei Gebäuden aus dem 13. und 14. Jahrhundert umschließen sie den Klosterhof. Die gotische Klosterkirche, die der Maria geweiht ist, zeigt die typischen Merkmale einer Zisterzienserkirche, hohe Kirchenfenster, schlichte Strebepfeiler und einem Dachreiter mit Glockenstuhl. Er sitzt über eine durchgehende Trennwand, der die Kirche in einen östlichen Teil, der Laienkirche, und dem westlichen Teil, dem Klausurbereich für die Nonnen mit Kapelle und Nonnensaal im ersten Stock trennt. Nur über zwei schmale Fenster war ein Sichtkontakt vom Nonnensaal in die Laienkirche möglich, um den Gottesdienst verfolgen zu können.

Klosterzeit
Kirchenschiff der Klosterkirche (13. Jh./1723)
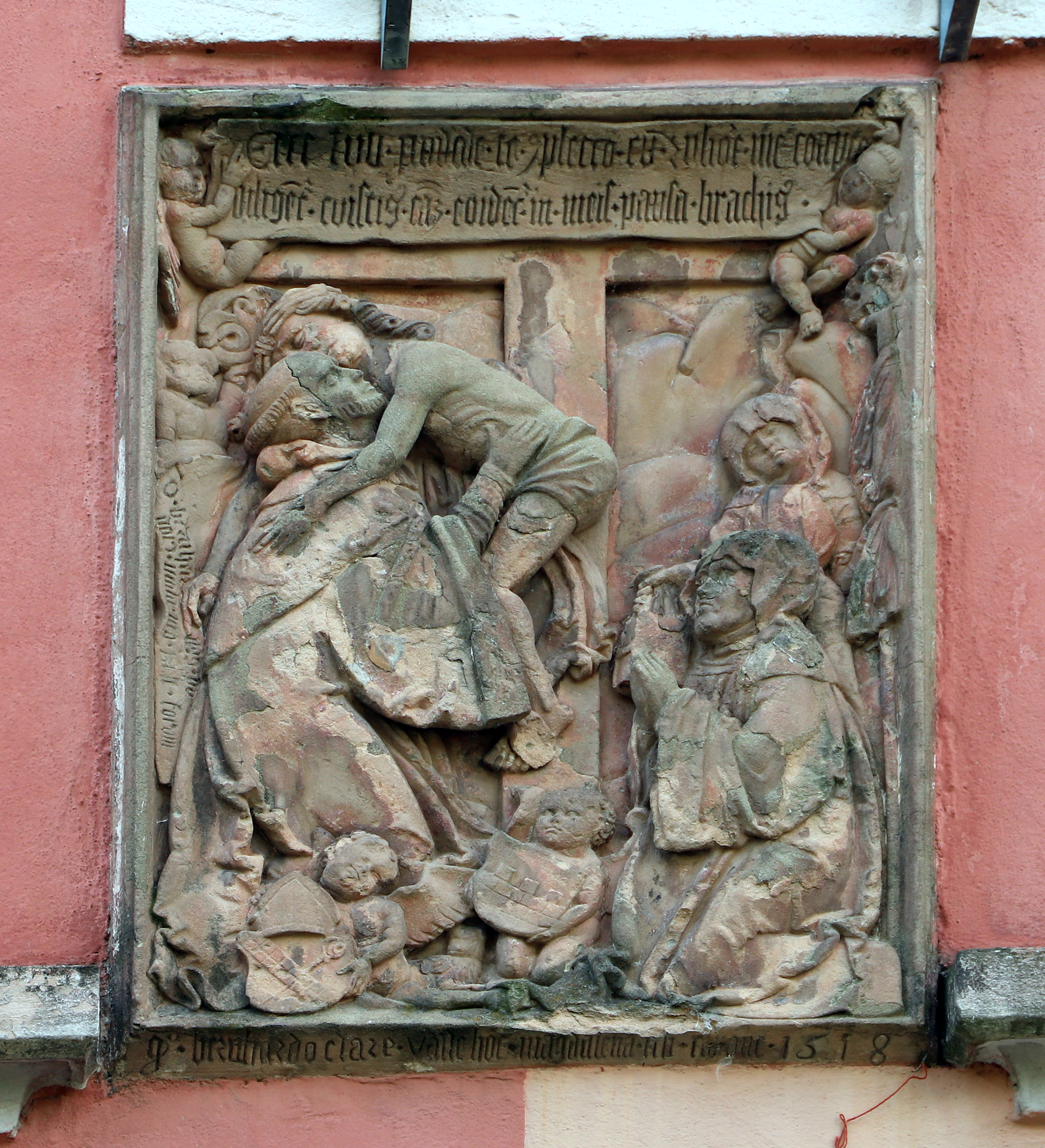
Relief äußerer Toreingang (1518)
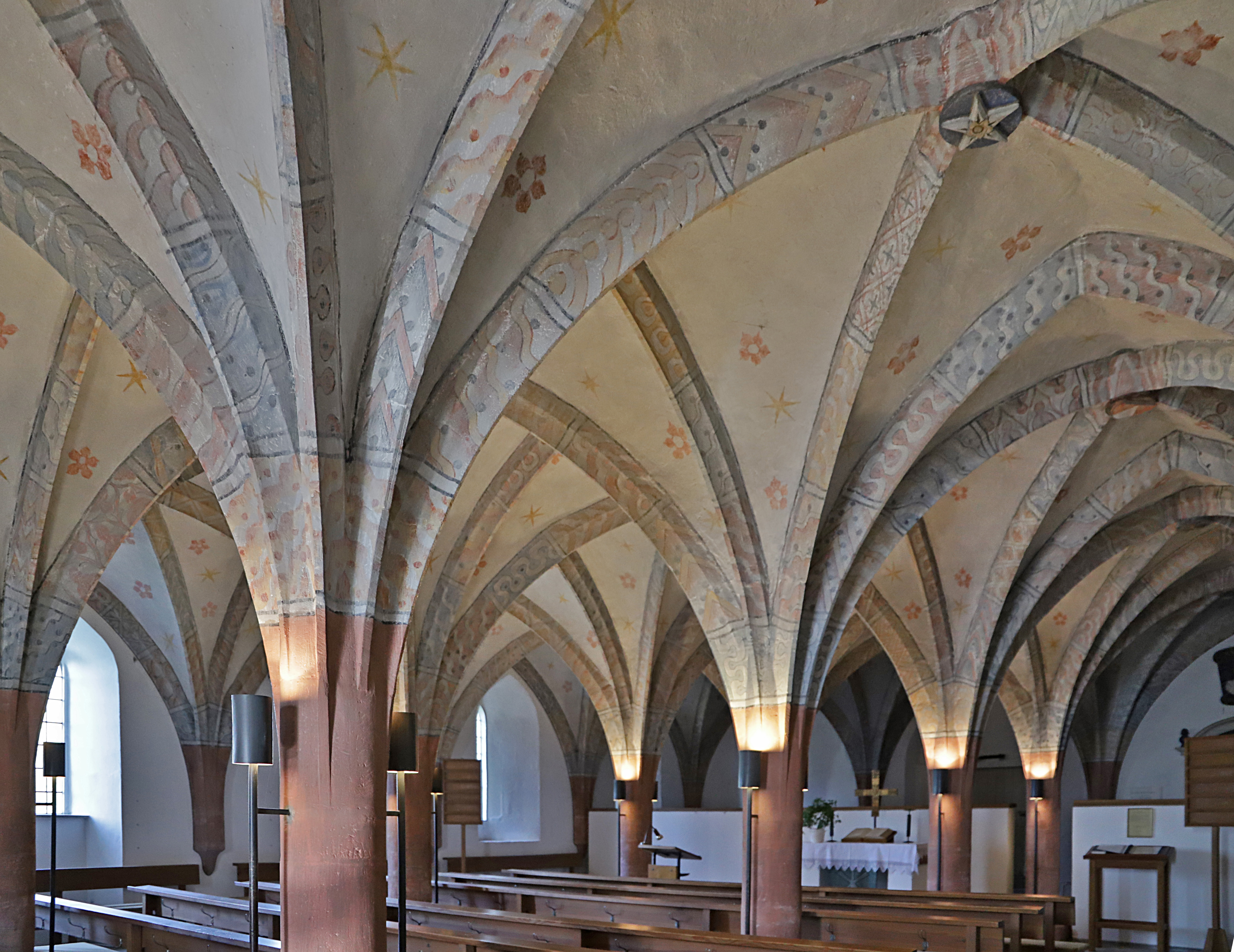
Ritterkapelle (1350) mit Fürstengruft (1735)
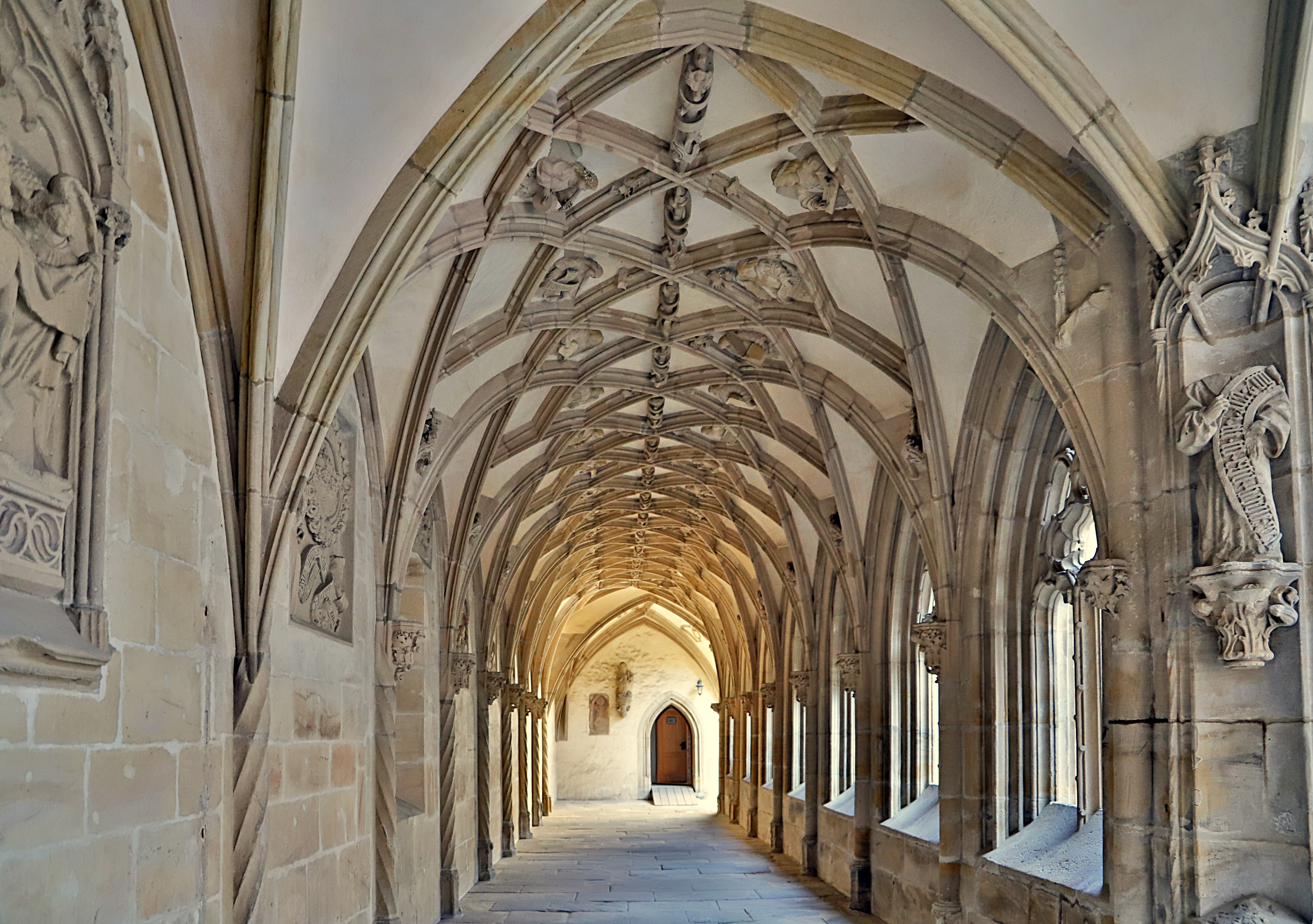
Kreuzgang (1473), die „Perle von Himmelkron“
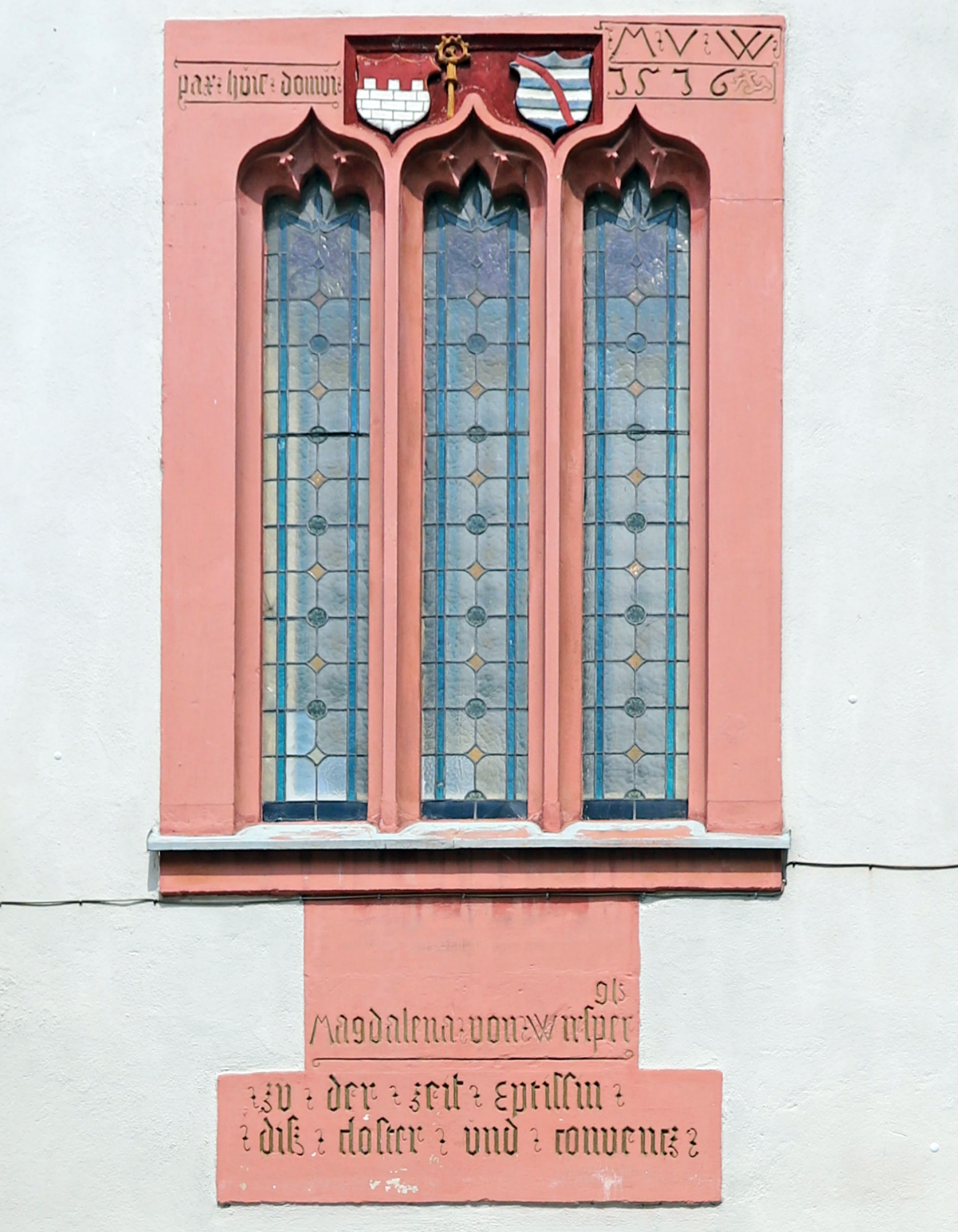
Inschrift innerer Toreingang (1516)

Unter der 11. Äbtissin Elisabeth von Künsberg (1460–1484) wurde 1473 der Kreuzgang errichtet, der den Klosterhof an allen vier Seiten umschloss. Eine Steinplastik an der Ostseite und ein Relief an der Westseite des noch vorhandenen Teils weisen auf sie hin. Musizierende Engel schmücken das Kreuzrippengewölbe. An der 
Kirchenwandseite ist ein siebenteiliger Credozyklus angebracht, der den Nonnen zur Meditation diente: Schöpfung – Jesusknabe – Geburt Jesu – Verkündigung an Maria – Geiselung, Kreuzigung und Grablegung – Vorhölle und Auferstehung – Himmelfahrt, Sitz zur Rechten Gottes.
Auch wenn vom Kreuzgang nur noch der nördliche Flügel übriggeblieben ist und die ursprünglich vorhandenen Figuren auf den Konsolen verschwunden sind, ist der Kreuzgang einer der sehenswertesten Baudenkmäler, die „Perle von Himmelkron“.
Angeblich aus unsinnigen Hass gegen gotische Bauwerke ließ Markgraf Friedrich III. von Bayreuth (1735–1763) 1750 drei Flügel abreißen.
1516 erfolgte durch die 13. Äbtissin Magdalena von Wirsberg (1499–1522) eine Erweiterung um einem zusätzlichen Klostertrakt an der Westfassade der Kirche. Ein Relief am äußeren Toreingang aus dem Jahr 1518 zeigt die Äbtissin mit dem Ordensgründer Bernhard von Clairvaux, auf der Inschrift an Südseite am inneren Toreingang wird sie namentlich erwähnt. Die letzten baulichen Ergänzungen mit Umfassungsmauern und Tore in der Ära der Klosterzeit veranlasste die 15. Äbtissin Apollonia von Waldenfels (1529–1543). Mit der Reformation endete die Klosterzeit. Der Landesherr Markgraf Georg von Brandenburg-Kulmbach (1527–1543), ein früher Anhänger des Protestantismus, wollte 1528/29 das Kloster zu einem protestantischen Stift umwandeln. Der Bischof von Bamberg widersprach, auch die Klosterinsassen waren zunächst dagegen. 1548 trat die 16. und letzte Äbtissin Margarethe von Döhlau (1543–1569) und mit ihr das gesamte Kloster zum Protestantismus über. Auf ihrem Epitaph in der Klosterkirche ist nicht mehr der Krummstab das Insigne ihres Amtes, sondern das Kreuz. Ihr Tod 1569 gilt allgemein als Ende der Klosterzeit.

### Markgrafenzeit 1569–1791
Mit dem Ende des Klosterlebens übernahmen die Markgrafen von Brandenburg-Kulmbach / von Brandenburg-Bayreuth aus der fränkischen Nebenlinie der Hohenzollern das Kloster und erweiterten es nach ihren Bedürfnissen zu einer Sommerresidenz und einem Jagdschloss. 1604 verlegte Markgraf Christian von Brandenburg-Bayreuth (1603–1655) die Residenz von der Kulmbacher Plassenburg nach Bayreuth. Für die Erweiterung des Klosterkomplexes wurde im Südwesten ein Schlosstrakt angefügt, der Prinzenbau (Bauzeit 1699–1719) mit dem Roten-Adler Saal. Die Bauausführung des Prinzenbaus oblag Johann David Räntz nach Entwürfen von Antonio Porta, der auch ab 1700 das gotische Kirchenschiff der Stiftskirche im barocken Markgrafenstil umgestaltete. Neben dem vorhandenen geschlossenen (oberen) Klosterhof entstand aus dem unteren Klosterhof ein geschlossener Schlosshof. Im Kloster wurde eine Erziehungsanstalt für adlige, später auch für bürgerliche Waisenkinder eingerichtet.
Zur Benutzung als Jagdschloss gehörte auch die südlich von Himmelkron bei Nenntmansreuth gelegene Falkenhaube (50° 1′ 45,3″ N, 11° 37′ 17″ O) aus dem Jahr 1722 für die Reiherbeize mittels Falken (heute Hotel Schloss Falkenhaus).

Baille-Maille-Allee 1663–1791 / 1992 neu angelegt
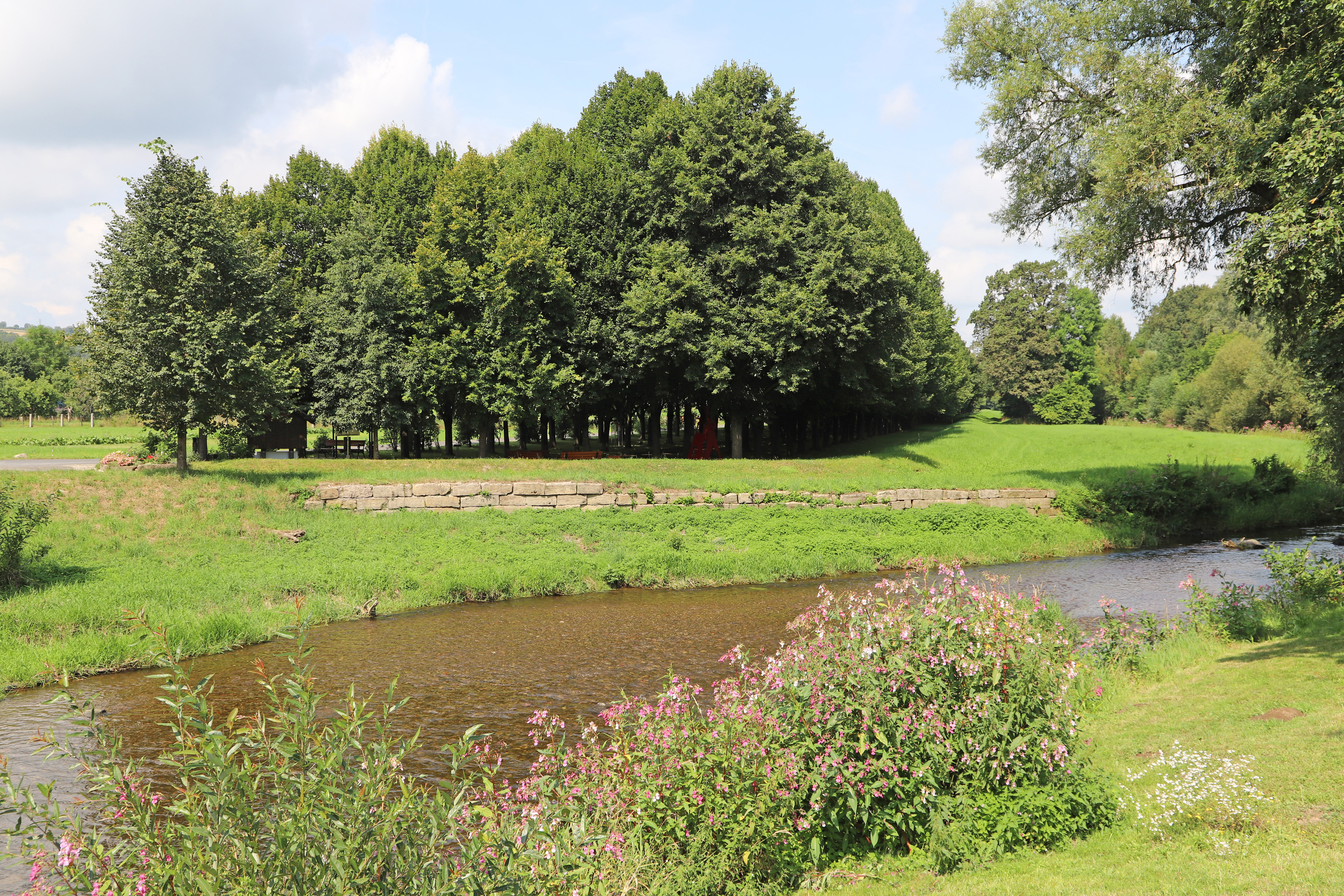
Weißer Main und Beginn der Baille-Maille-Lindenallee (2024)
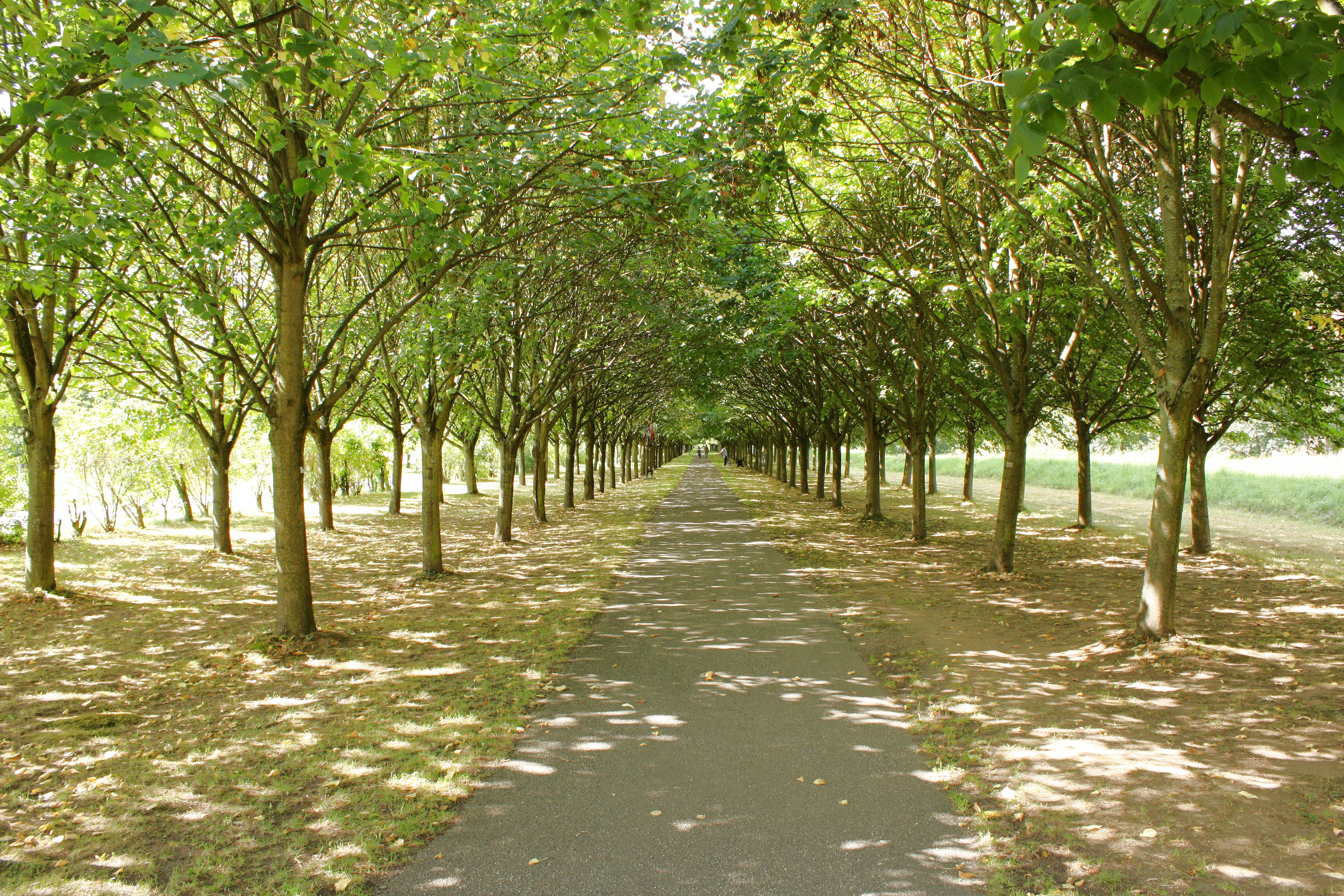
Baille-Maille-Lindenallee (2008), 22 Jahre nach der Neuanpflanzung
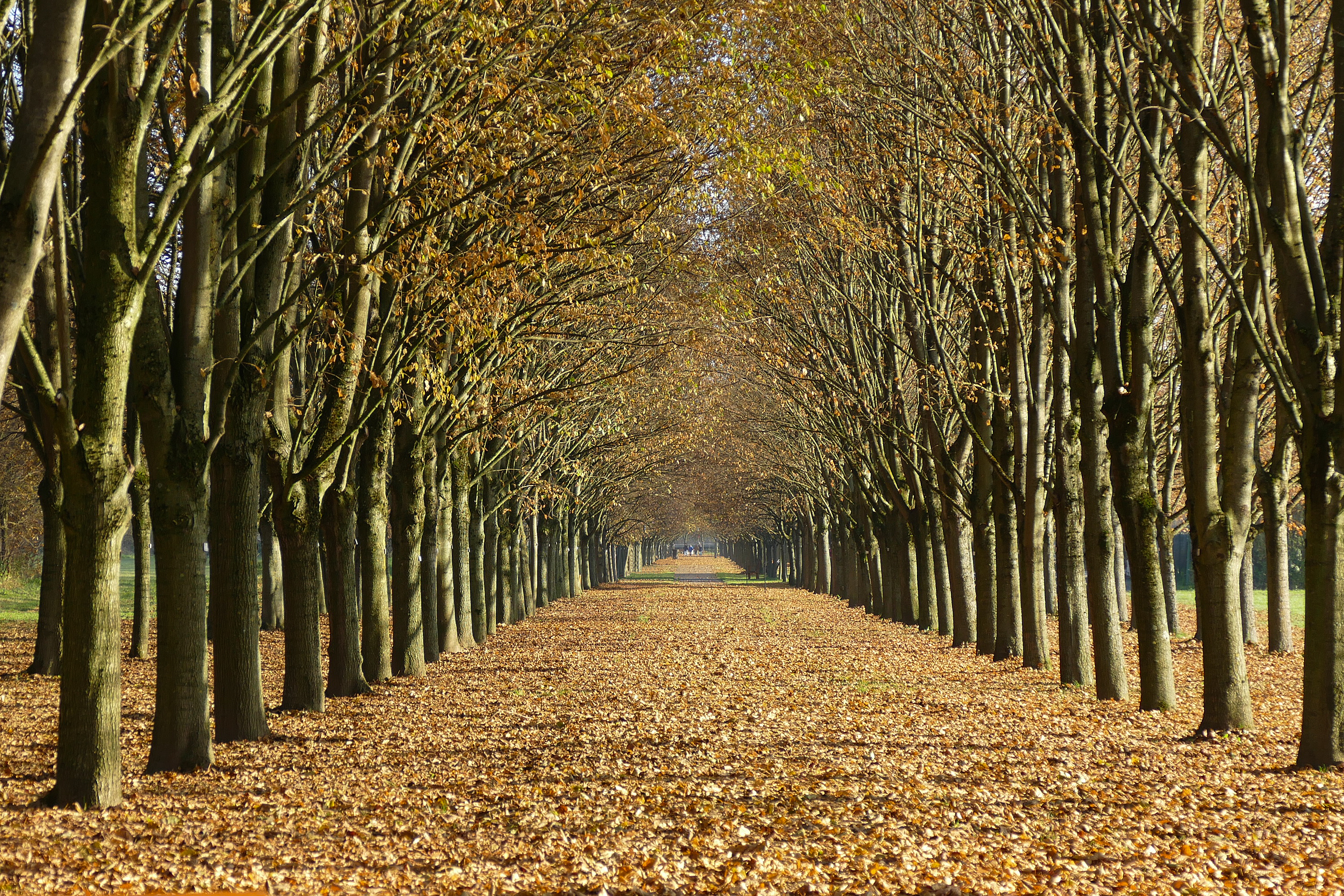
Die Lindenallee im Herbst (2015)
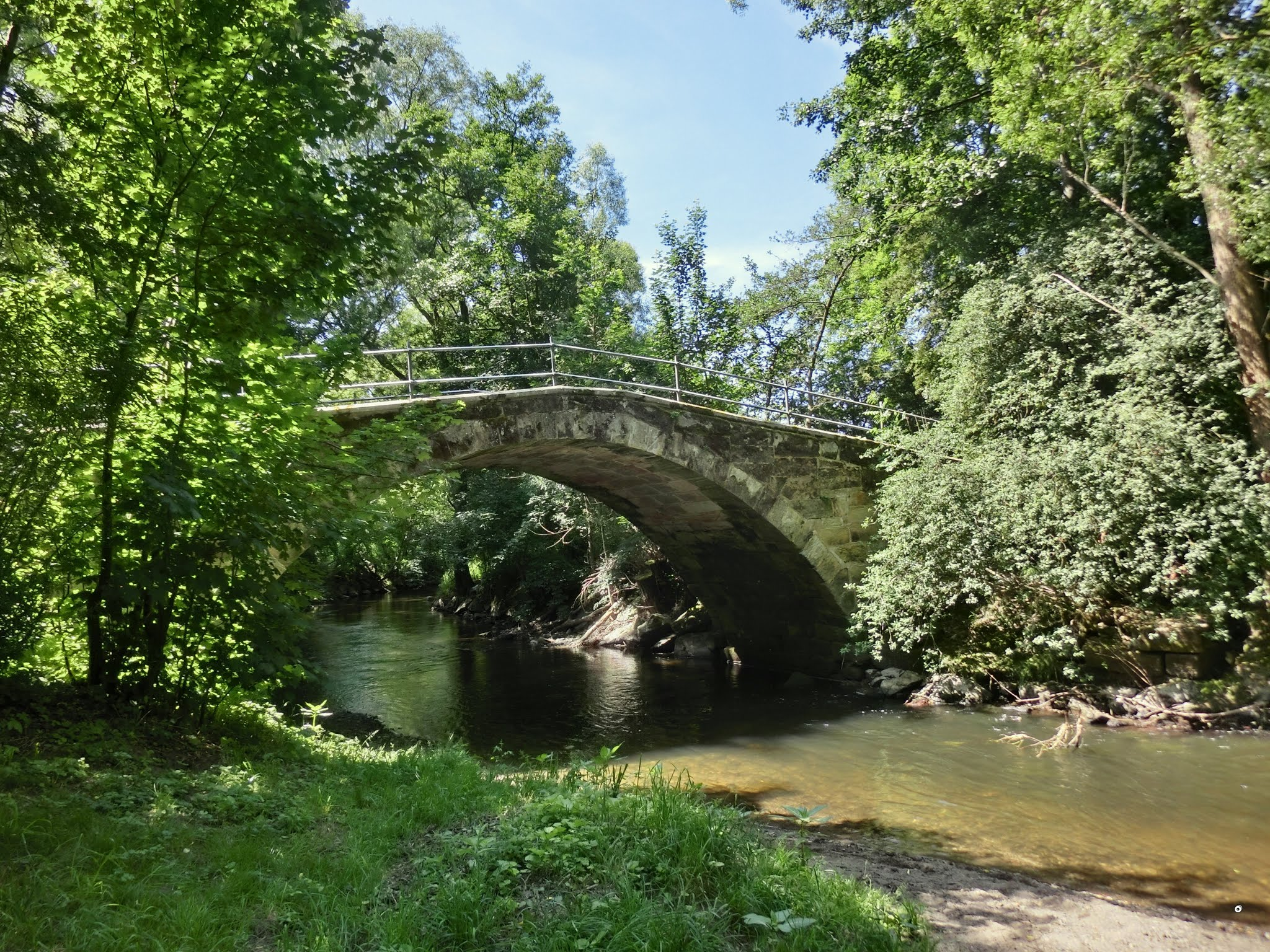
Baille-Maille-Brücke (1759)

Zur Unterhaltung der höfischen Gesellschaft wurde 1662–1663 vom Markgraf Christian Ernst (1655–1712) die Baille-Maille-Lindenallee angelegt. Sie bestand aus vier Reihen zu je 200 Linden und einer Spielstraße für das Paille-Maille Ballspiel. Später wurde sie am westlichen Ende mit einer Brücke über den Main ergänzt. Nur diese Brücke und eine Linde sind aus der Entstehungszeit erhalten geblieben.
In der Kapelle unterhalb des Nonnensaals befindet sich die Fürstengruft, in der zwei Markgrafen und zwei Prinzen in Sarkophagen beigesetzt sind.

- Markgraf Georg Friedrich Karl (* 1688 / 1726–1735), er hatte die Fürstengruft eingerichtet und wurde 1735 als erster hier beigesetzt.
- Prinz Albrecht Wolfgang (* 1689, † 1734), Bruder der beiden regierenden Markgrafen, Generalfeldmarschall unter Kaiser Karl VI., gefallen 1734 bei Parma, in Himmelkron beigesetzt 1742

Während der Napoleonischen Kriege (1805–1809) drangen Soldaten Napoleons 1806 in die Fürstengruft ein und zerschlugen den äußeren Marmordeckel. Sie wussten, dass der Beigesetzte 60 Jahre zuvor in der Schlacht bei Parma 1734 in den Truppen der Habsburger gegen ihre Vorfahren gekämpft hatte. Den Ortsbewohnern gelang es, sie zu vertreiben.
- Markgraf Friedrich Christian (* 1708 / 1763–1769) in Himmelkron beigesetzt 1769
- Prinz Christian Heinrich von Brandenburg-Kulmbach (* 1661, † 1708), in Himmelkron beigesetzt 1738

Unter Markgraf Friedrich III. (1735–1763) wurden drei Flügel des Kreuzganges abgebrochen, Klostermühle und Klosterbrauhaus verkauft.
Mit Markgraf Christian Friedrich Karl Alexander (1769–1791) endete die Markgrafenzeit in Himmelkron. Die beiden Fürstentümer Bayreuth und Ansbach führte er in Personalunion. Er hatte keine Nachkommen und trat 1791 die Fürstentümer gegen eine Leibrente an den preußischen Staat ab. Schloss und Kloster wurden an Privatleute für Eigentumswohnungen verkauft, die Lindenallee gegen den Willen der Bevölkerung von preußischem Militär abgeholzt. Eine schwierige Zeit für Himmelkron begann.
Nach der Niederlage Preußens 1806 gegen das napoleonische Frankreich in der Schlacht bei Jena und Auerstedt wurde von 1806 bis 1810 das markgräfliche Fürstentum Bayreuth eine Provinz des französischen Kaiserreiches. Während der französischen Besatzung litt das Dorf unter den „schrecklichen Lasten, Einquartierungen, Contributionen und Lieferungen“. (Postler). 1810 wurde das Fürstentum Bayreuth an das 1806 gegründete Königreich Bayern übergeben.

### Dunkles Jahrhundert 1792–1892
Ein Jahrhundert lang hatte Himmelkron unter dem Schlossverkauf zu leiden. Pfarrer Theodor Zink nennt es das „dunkle Jahrhundert“. „Das Schloss wurde eine Stätte der Armut und zum Teil der sittlichen Verkommenheit.“ 49 Familien mit etwa 227 Menschen wohnten in den Gebäuden, die Leute waren bitterarm. Es waren nicht nur Dorfbewohner, die größere Wohnungen und Werkstätten finden konnten, auch asoziale Familien aus der näheren und weiteren Umgebung zogen in die leerstehenden Gebäude ein. Da es für die neu Hinzugezogenen nicht genügend Arbeitsmöglichkeiten gab, waren Bettelei, Diebstahl und Raub mögliche Einkommensquellen. Der Ruf Himmelkrons litt unter den gefürchteten „Klüsterern“, wie die Schloss- und Klosterbewohner genannt wurden. 1816/17 gab es eine Hungersnot aufgrund eines Jahres ohne Sommer, hervorgerufen durch den Ausbruch des Vulkans Tambora in Indonesien im April 1816. Ein „Hungerkästchen“ mit einer Liste der hohen Preisen für Brot und Kartoffeln 1816–1818 befindet sich in der Stiftskirche. Eine weitere Plage des dunklen Jahrhunderts war eine Blatternepidemie 1866/67. Zwischen 1820 und 1880 kam es zu Massenauswanderungen nach Amerika. Grund war die große Not (Pauperismus), die in Europa herrschte. Etwa 200 Bürger aus Himmelkron, Lanzendorf und Gössenreuth folgten dem Lockruf „Auf nach Amerika“.

Ansicht des Schlosses 1890

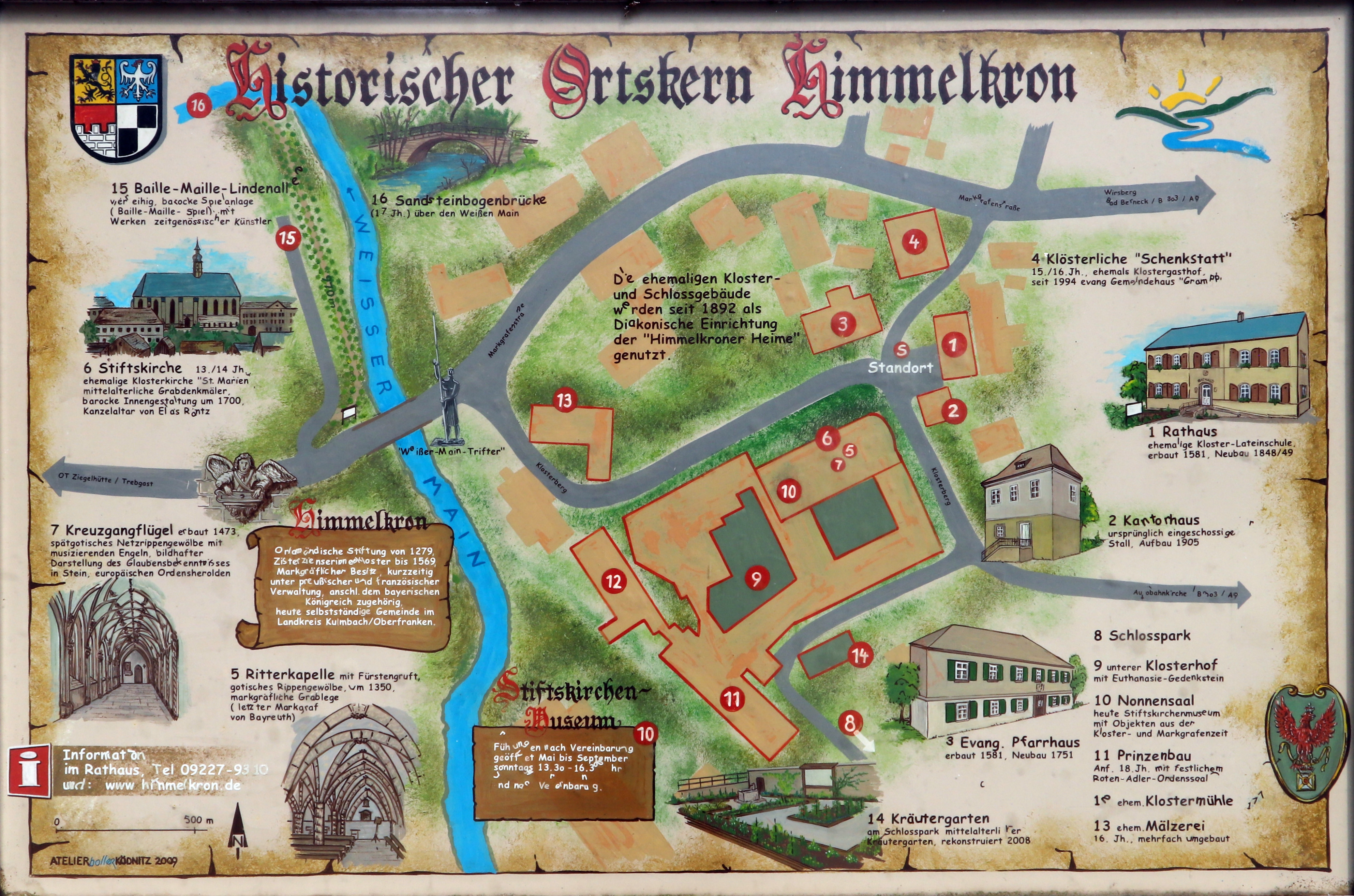
Karte zum historischen Ortskern

### Ein neues Himmelkron entstand (1883–1894)
Der Ort wird nicht nur mit dem ehemaligen Zisterzienserinnenkloster (Klosterdorf) und dem Markgrafenschloss in Verbindung gebracht, sondern auch mit seinen diakonischen Einrichtungen, den beiden Himmelkroner Heimen für Behinderte Schloss und Gottestreue der Diakonie Neuendettelsau.
Die „dunkle Zeit“ endete mit der Entstehung dieser Heime. Sie sind das Werk von Pfarrer Johann Friedrich Langheinrich. 1883 zog er mit seiner Familie in das Himmelkroner Pfarrhaus ein, nachdem er vorher in mehreren Orten in der Oberpfalz, in Unterfranken und in Oberfranken tätig war. Mit einer Reihe von Maßnahmen veränderte sich allmählich die ärmliche Situation, u. a.: Einrichtung einer Kleinkinderschule zunächst im Klostergebäude, später als Kindergarten Marienheim in einem aufgekauften Bauernhof im Ortskern, Neubau eines Badehauses am Wehr des Mühlbaches, Einrichtung einer Pfennigsparkasse, wenig später Gründung der Raiffeisenkasse und -genossenschaft. Die Filetstickerei wurde als Heimarbeit eingeführt. Mit der Gründung eines Vereins für christliche Barmherzigkeitsanstalten konnten die Kloster- und Schlossgebäude freigekauft werden, die Bewohner zogen aus und die Gebäude wurden renoviert. 1883 übernahm die Diakonissenanstalt Neuendettelsau die Gebäude und begann mit der Behindertenarbeit, aus der eine bedeutende diakonische Einrichtung wurde. Im Prinzenbau wurde 1892 die Industrieschule eröffnet, eine Zweigstelle der Industrieschule in Neuendettelsau. Den Schülerinnen sollten grundlegende Kenntnisse in der Führung eines wohlgeordneten Haushaltes vermittelt werden. In elf Jahren entstand ein „neues Himmelkron“. Pfarrer Langheinrich ist Ehrenbürger, eine Straße im Ortsbereich Lindig ist nach ihm benannt.

### Kriegszeit 1941–1945
Im Februar und April 1941 wurden 208 Pfleglinge aus den beiden Himmelkroner Pflegeheimen der Diakonie Neuendettelsau in die Heil- und Pflegeanstalten Erlangen, Bayreuth und Kutzenberg verbracht. Dies war aber nur eine Zwischenstation. 201 Frauen und Mädchen wurden anschließend überwiegend in der Tötungsanstalt Hartheim (Österreich) vergast. Eine Gedenktafel im Schlosshof erinnert an die Euthanasieopfer.
Am 28. Juli 1941 schlossen die Pflegeanstalt I (Schloss) und die Pflegeanstalt II (Gottestreue) ihre Arbeit mit einer Abendmahlsfeier in der Ritterkapelle und im Haus Gottestreue ab. Bald darauf wurden im Rahmen der Option Südtirol Südtiroler Aussiedler in die frei gewordenen Räume untergebracht. Mit ihnen gab es nach knapp vier Jahrhunderten wieder Katholiken in Himmelkron. Ihre Gottesdienste feierten sie in der Kapelle.
Im April 1941 wurde mit einer Schlussfeier die Industrieschule geschlossen. Pfarrer Schreiber aus Neuendettelsau: „Neue Ordnungen und Anordnungen auf dem Gebiet des Prüfungs-, Lehr- und Schulwesens haben das Ende bestimmt. Wir stellen fest, nicht aus Ohnmacht oder Unfähigkeit und innerem Erstorbensein ist es zu einem Abschluss gekommen.“
Im Gegensatz zum Kindergarten wurde die Industrieschule nach dem Kriege nicht mehr eröffnet.
Im Juli 1941 musste auch der evangelische Kindergarten unter Protest und Vorbehalt und unter dem Hinweis auf die noch laufende Beschwerde unter ausdrücklicher Wahrung unseres christlichen Standpunktes von Pfarrer Ernst Lipffert an die Nationalsozialistische Volkswohlfahrt NSV übergeben. Im März 1942 wurde die große Glocke im Zuge der Beschlagnahme der Glocken für Rüstungszwecke abtransportiert. Im März 1945 traf der erste große Treck von Flüchtlingen aus Schlesien ein. Im April quartierten sich deutsche Soldaten ein, Panzersperren wurden an den Dorfeingängen errichtet und wieder abgebaut. Am 14. April erschienen die ersten amerikanischen Panzer vom Schafberg im Norden kommend und von Westen Fußtruppen mit Jeeps von Trebgast her. Am frühen Nachmittag übergab Bürgermeister Rudolf Baumgärtel den Amerikanern das Dorf.
67 Opfer forderte der Zweite Weltkrieg, davon sechs aus den hinzugezogenen Flüchtlingsfamilien. Ein neues Ehrenmal an der Nordseite der Stiftskirche wurde 1958 an der Stelle errichtet, wo bisher ein Ehrenmal für die Opfer des Ersten Weltkrieges vorhanden war und als gemeinsames Ehrenmal mit den 26 Gefallenen gestaltet.

### Nach 1945
Nach 1945 gab es umfangreiche Veränderungen sowohl im Ortskern als auch in der Peripherie. Es begann eine rege Bautätigkeit, u. a. wegen des Zuzugs von Flüchtlingen aus dem Sudetenland, Schlesien und Ostpreußen. Mehrere Neubaugebiete wurden in den 60er bis 80er Jahren ausgewiesen: im Osten die Bächleinswiese mit der Schlesierstraße und Baumgärtel-Schoberth mit der Fichtelgebirgsstraße (u. a. für die Himmelkroner Heime), im Norden zwischen Orlamünderstraße und Frankenwaldstraße Sperracker-Bühl, Schafberg und Aichig-Bühl, im Südosten Klosteracker an der Bernecker Straße am südlichen Hang zum Maintal und Lindig auf der nördlichen Seite der Bernecker Straße. Die Einwohnerzahl des Ortes stieg von 1136 im Jahr 1939 auf 1445 im Jahr 1976 um 27 %. 2001 kam östlich des Klosterackers ab Lanzendorfer Straße das Neubaugebiet Weißmaintal zwischen Bernecker Straße, ehemaliger Bahntrasse und ehemaliger Autobahntrasse dazu.
Parallel zu den Neubaugebieten entwickelten sich drei Gewerbegebiete. Im Norden siedelten sich im Gewerbegebiet Himmelkron-West an der B 303 in Richtung Neuenmarkt-Wirsberg u. a. die Frenzelitwerke an. Ab 2000 entstanden die Gewerbegebiete Himmelkron-Ost  I/-Ost  II beidseitig der BAB 9 an der Kreuzung mit der B 303. Die Ostverlegung des Teilstückes der BAB 9 zwischen Lanzendorf und Himmelkron und deren sechsspuriger Ausbau im Rahmen des Projektes Verkehrsprojektes Deutsche Einheit Nr. 12 waren abgeschlossen.
1959 wurde eine neue Turnhalle mit Gaststättenbetrieb gebaut und ersetzte die alte Turnhalle (80 m²) aus dem Jahre 1931, sowie den bisherigen Theater- und Tanzsaal im Gasthaus Grampp. Davor war bereits das Sportgelände erweitert worden, u. a. wurden der Sportplatz vergrößert und das Gefälle von 2 m eingeebnet, ein zweites Spielfeld und ein Tennisplatz später hinzugefügt. Eine nochmalige Erweiterung erfolgte 1965 mit dem Bau des Schwimmbades.

1955–1962 wurde die Flurbereinigung durchgeführt.
Eine größere Veränderung im Ortskern erfolgte 1968–1974 mit dem Ausbau der Hauptstraße, die vom Sportgelände und der Einmündung in die B 303 im Osten zur Mainbrücke und zum ehemaligen Bahnhof im Westen führt. Mit der Einführung von neuen Straßenbezeichnungen 1975 wurde sie in Markgrafenstraße umbenannt. Für die Baumaßnahme mussten mehrere Häuser abgebrochen und der Dorfbach (Rohresbach/Streitmühlbach) verrohrt werden. Die vorhandenen vier Brücken entlang der Hauptstraße (Pöhlmanns- oder Schusterbrücke, Ottenbrückla, Thames- oder Thomabrücke, Gewinnersbruck)
 wurden überflüssig. Die am östlichen Ortseingang vorhandenen Weiher Ottenweiher und Weißenweiher, die als Löschweiher und im Winter zur Gewinnung von Eis für die Kühlung der Bierkeller der Gastwirtschaften genutzt wurden, – der Ottenweiher zeitweise auch für die Karpfenzucht – wurden zum Teil zugeschüttet. Der Abflussbach bis zur Einmündung in den Streitmühlbach wurde ebenfalls verrohrt.

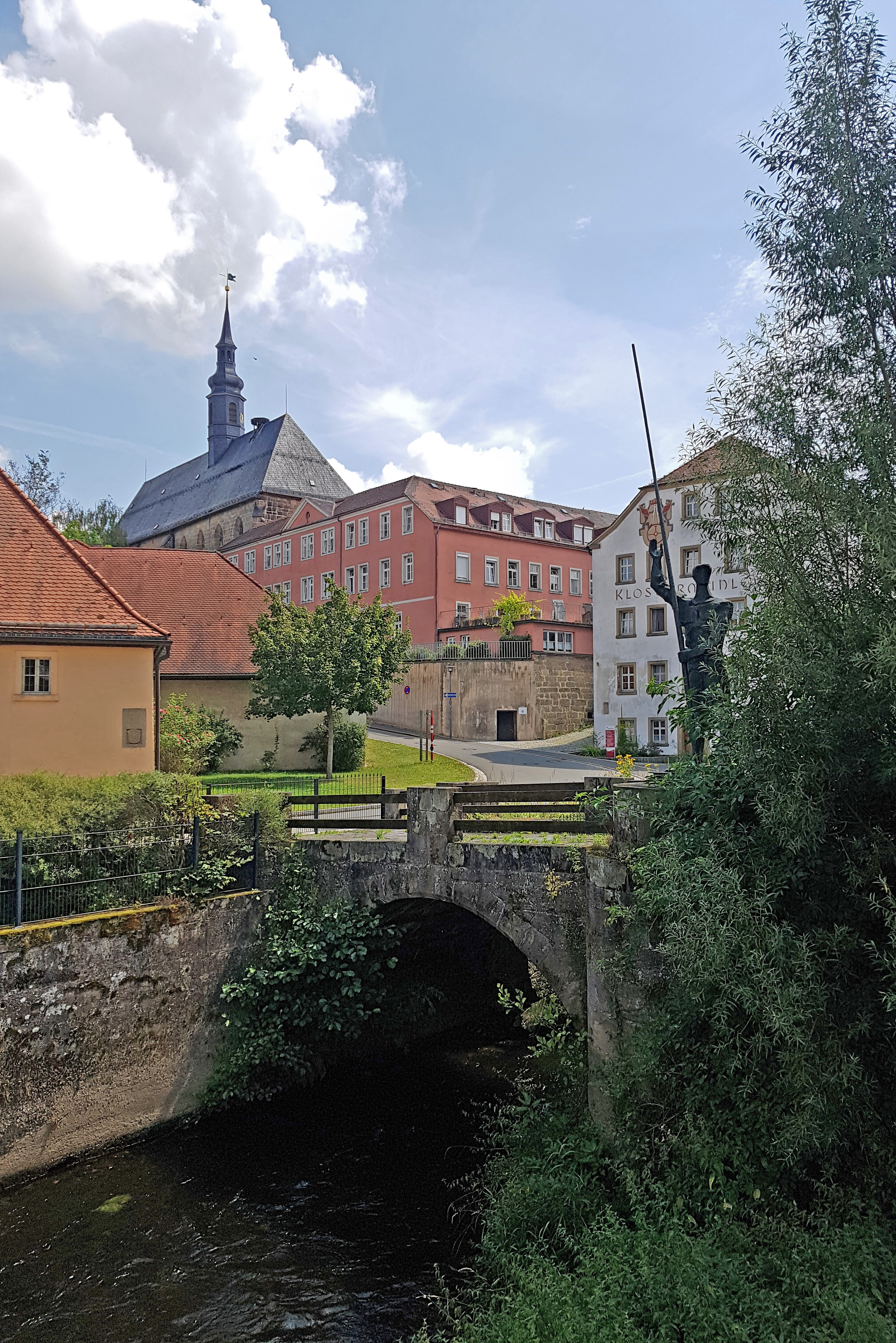
Die alte Mainbrücke, von den ehemals fünf Bögen blieb einer erhalten. Eine Bronzestatue erinnert an die ehemalige Holztrift.

1975 wurde die alte fünfbogige Sandsteinbrücke (vermutlich aus dem 18. Jh.), die neben einer früheren Furt den Main überquert, durch eine neue Brücke für die Staatsstraße St 2182 ersetzt. Ein Bogen blieb erhalten. Auf ihm steht die Bronzefigur eines Trifters vom Bildhauer Günter Rossow aus Wunsiedel zur Erinnerung an den ehemaligen Transport von schwimmenden Baumstämmen.
1961 erhielt die Gemeinde eine zentrale Wasserversorgung, die bisher benutzten Brunnen mit Handpumpe wurden stillgelegt. 1970 wurde die Müllabfuhr eingeführt, 1971 die Kanalisation mit Kläranlage fertiggestellt. Die zweiklassige Grundschule, bisher zusammen mit dem Rathaus im Gebäude am Klosterberg 9 untergebracht, zog in das neue Schulgebäude an der Ringstraße 5 ein.
1987 wurde das Stiftskirchenmuseum im ehemaligen Nonnenchor des Klosters (über der Ritterkapelle) eröffnet. Ausgestellt sind Zeugnisse aus der Klostergeschichte und der Markgrafenzeit Himmelkrons, u. a. eine Ölberggruppe (um 1500), ein Altarschrein, Vortragskreuze und liturgische Geräte.
Zwischen 1986 und 1992 wurde die vierreihige Baille-Maille-Allee neu angelegt bis zur noch vorhandenen Baille-Maille-Brücke. In einer Länge von 970 m wurden je 150 Linden in einer Reihe gepflanzt.

### Himmelkroner Heime seit 1892
Die Himmelkroner Heime wurden 1892 als Behindertenwohnheim vom Ortspfarrer Langheinrich für geistig und körperlich Behinderte gegründet. Er erreichte, dass die Behindertenarbeit von der Diakonissenanstalt in Neuendettelsau übernommen wurde. In den Flügelbauten des Klosters und im Schloss waren nach der Renovierung 1898 142 Personen untergebracht, betreut von 21 Pflegekräften und sonstigem Personal.
Aufgrund einer großzügigen Spende einer Diakonissin konnte 1899 ein altes Bauerngut am östlichen Ortsrand erworben werden, auf dem ein eigener Friedhof angelegt und ein zweites Heim errichtet wurden. Noch während des Ersten Weltkrieges wurde es 1916 als Haus Gottestreue eingeweiht und bot Heimplätze für 34 Pfleglinge. Nach einer Unterbrechung in der Zeit des Nationalsozialismus wurde nach dem Krieg die Behindertenarbeit wieder aufgenommen.
Das Haus Gottestreue wurde der Kern eines zweiten Areals am östlichen Ortsrand für die Bereitstellung weiterer Einrichtungen des Diakoniewerkes Neuendettelsau. Später firmierte es unter dem eigenen Namen Diakoneo Region Himmelkron. Es folgten Erweiterungen mit Anbauten und Wohnheime für Mitarbeiter. Angrenzende bebaute Grundstücke wurden erworben, ebenso das Wiesengrundstück Froschletten – bis dahin für Kinder im Winter ein beliebter Rodelberg. Ein Freizeiten- und Schulungsheim, das Haus der Einkehr, wurde 1970 östlich vom Haus Gottestreue errichtet. Weitere Heimplätze wurden 1976 mit dem Haus Elisabeth nördlich vom Haus Gottestreue bereitgestellt. Im Zuge dieser Neubauten wurde der Altbau Gottestreue abgerissen.
Im Bereich des Heimes Schloss wurde auf dem Anwesen Ganzleben ein Parkplatz geschaffen, das ehemalige Forstdiensthaus für Verwaltungszwecke eingerichtet. Es entstand ein fast zusammenhängender Ortsteil vom Klosterberg bis Langheinrichsraße/Lindig mit 13,7 ha für die Himmelkroner Heime. 1979 gab es 435 Plätze für Behinderte und 182 Stellen für Mitarbeiter, davon 36 Diakonissen. 2025 bot das Unternehmen Diakoneo Region Himmelkron 460 Wohnplätze für Erwachsene mit geistiger oder mehrfacher Behinderung in Himmelkron an, sowie 280 Plätze in der Werkstatt für behinderte Menschen (WfbM) und 75 Plätze in der Förderstätte. Für die Ausbildung des Pflegepersonals wurde eine praxisnahe Fachschule für Heilerziehungspflege geschaffen.

Ehemaliges Kloster und Schloss Himmelkron
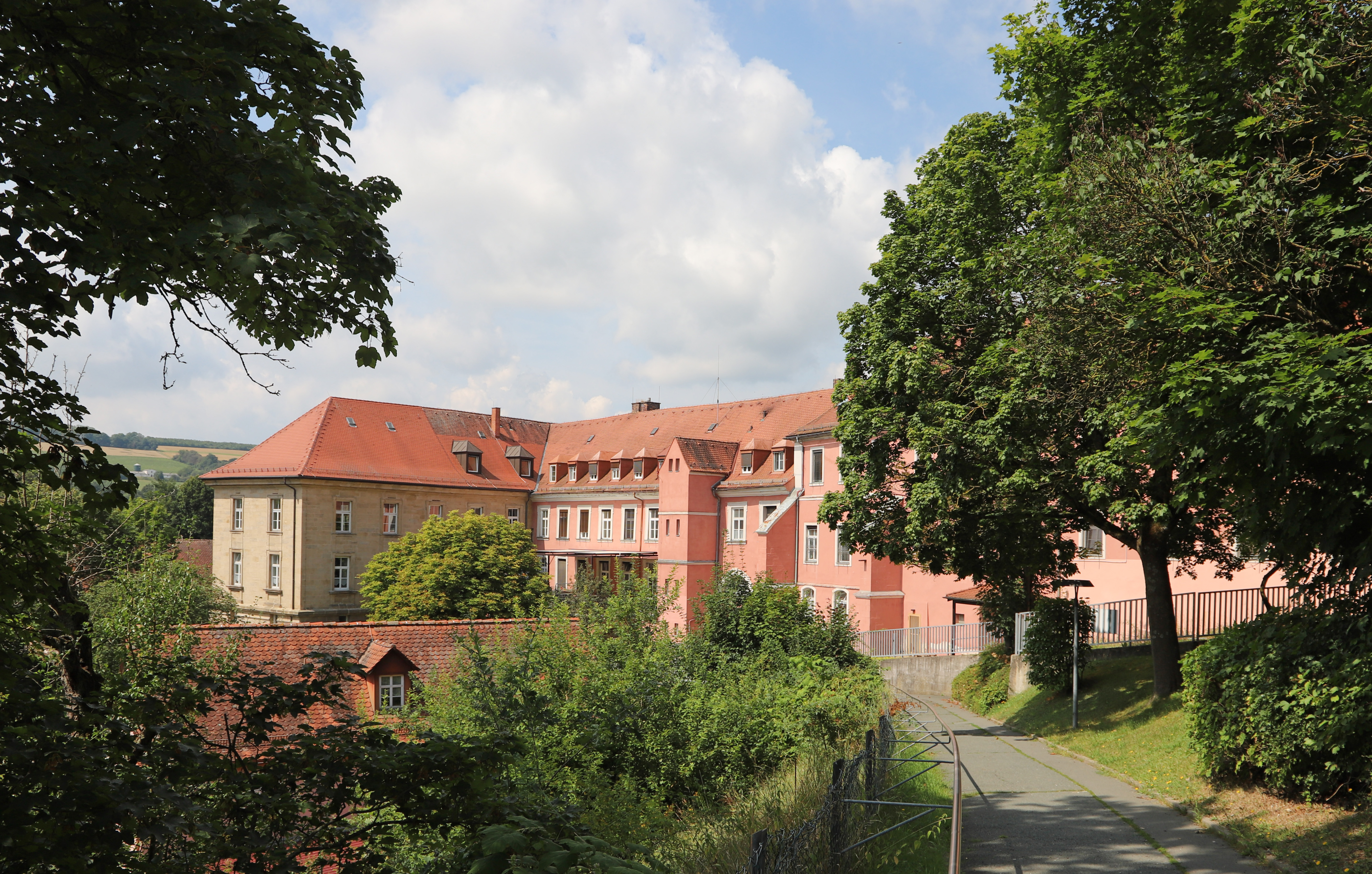
Südseite, links der in der Markgrafenzeit entstandene Schlosstrakt Prinzenbau
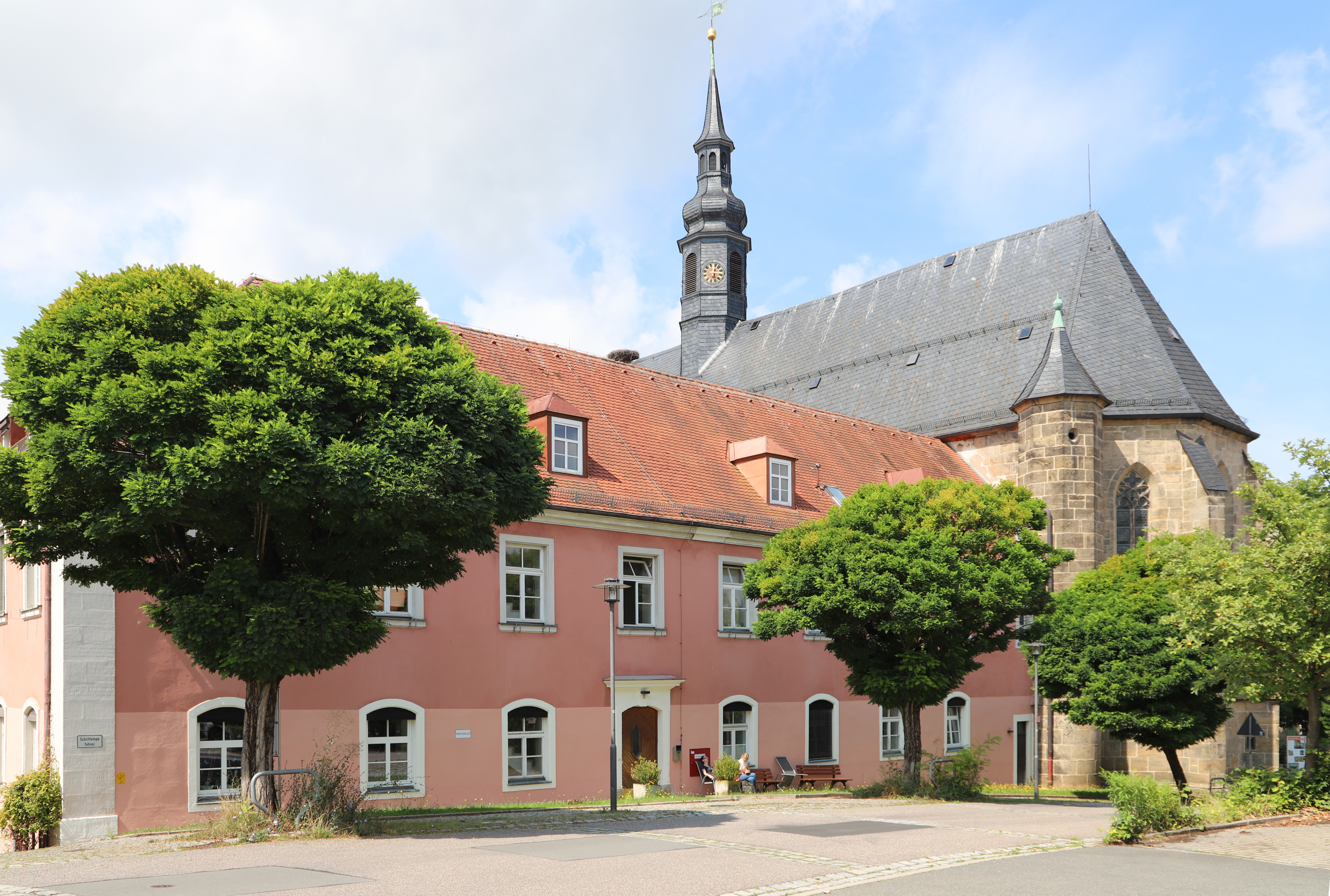
Ostflügel des Klosters, Dormitorium und Kapitelsaal
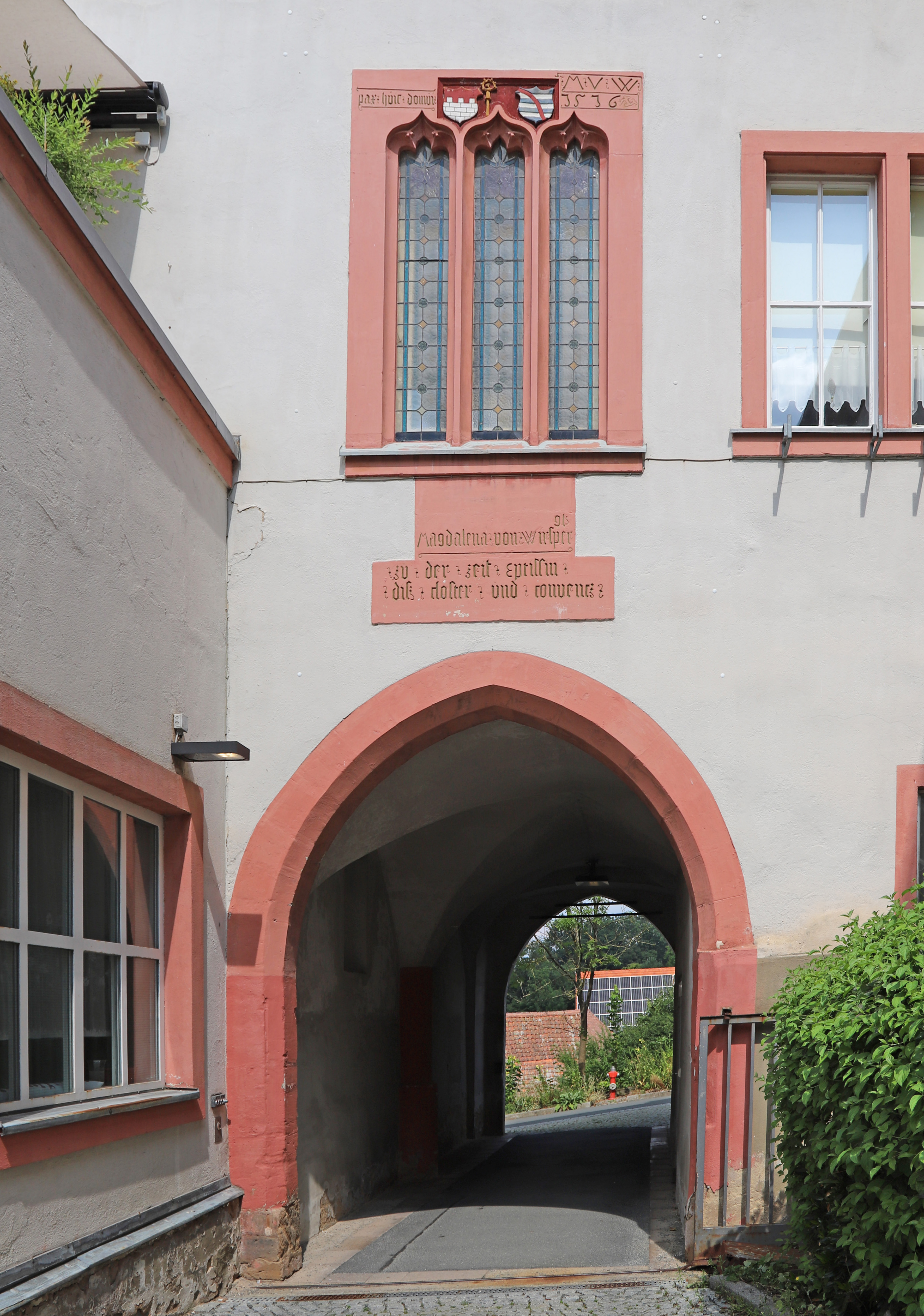
Eingang zum Schlosshof
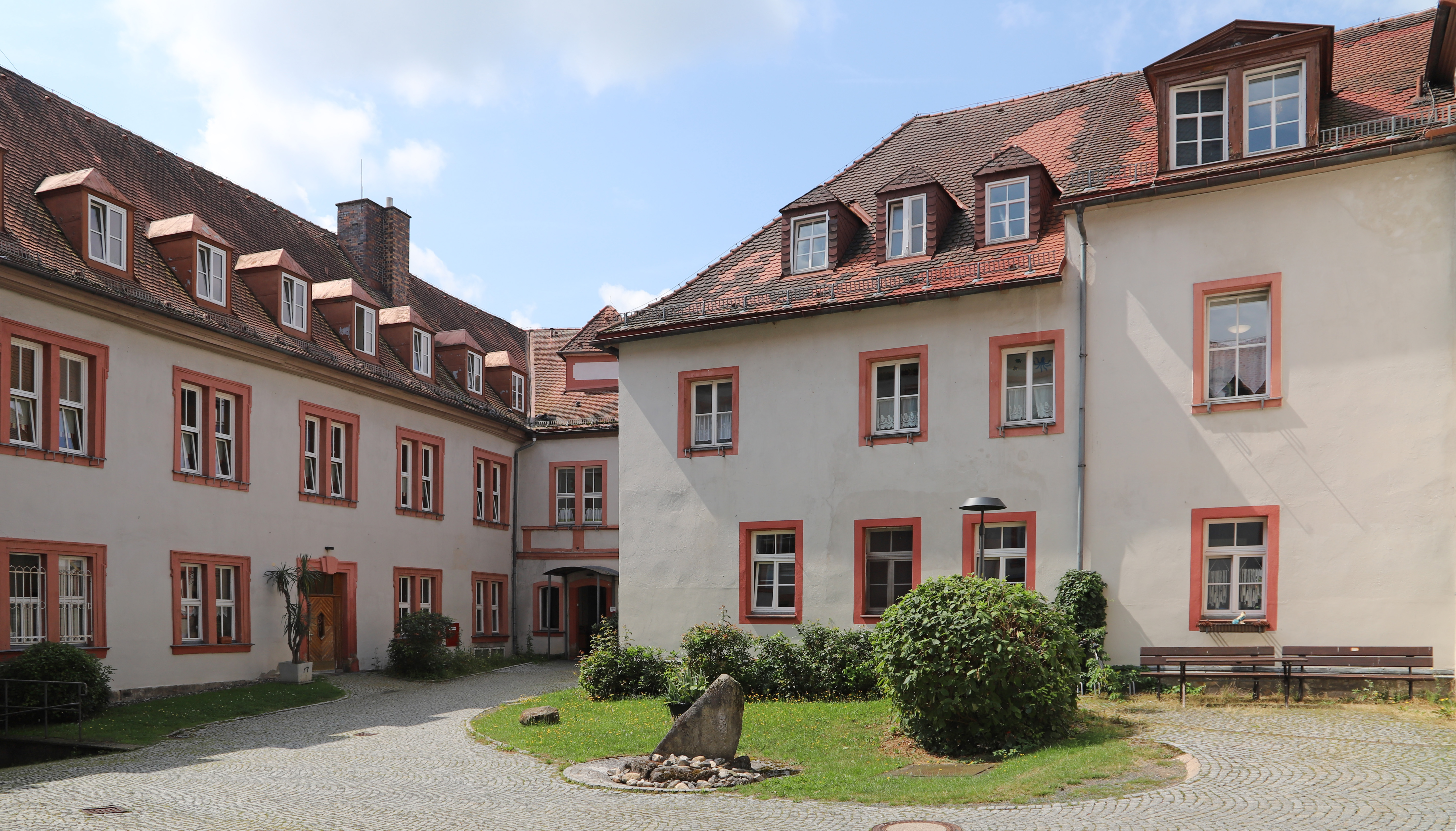
Schlosshof / unterer Klosterhof

#### Ende der Nutzung der Schloss- und Klostergebäude
Seit der Jahrtausendwende ist es absehbar, dass die bisherige Nutzung der Kloster- und Schlossgebäude als ein zentralisiertes Behindertenheim beendet wird. Zu aufwendig ist die Erhaltung und Renovierung der historischen Gebäude, um die geforderten Standards einhalten zu können. Dies hat u. a. der Umbau- und Ausbau des Prinzenbaues 1977/78 gezeigt. Favorisiert werden kleinere dezentrale Pflegeeinrichtungen in den Nachbargemeinden. Eine Machbarkeitsstudie wurde erstellt, wie die Anlage z. B. touristisch für museale und gastronomische Zwecke erschlossen werden könnte. Das 14.000 m² große Areal mit seinen Gebäuden wurde im Internet für 3,3 Mio Euro angeboten und von zwei Investoren 2018/2020 zu einem nicht veröffentlichten Preis erworben. Ausgenommen von dem Erwerb sind die Stiftskirche, der Kreuzgang, die Ritterkapelle, das Stiftsmuseum und der Rote-Adler-Saal.

#### Kindergarten
Ebenfalls im Bereich des Areals Langheinrichstraße/Lindig wurde ein Kinderhort (2005) und eine Kinderkrippe (2009) eingerichtet. Der Kindergarten Marienheim im Ortskern zog 1973 in einen Neubau an der Langheinrichstraße um. Er war nach der Schließung durch die Nationalsozialisten von 1941 bis 1945 fünf Wochen nach der Übergabe Himmelkrons an die Amerikaner zu Pfingsten 1945 wieder eröffnet worden.
In den ersten Jahrzehnten nach der Einrichtung des Kindergartens 1888 wurde er anfangs nur von Diakonissen betreut, später auch zusammen mit Kindergärtnerinnen. Mit dem Umzug in die Langheinrichstraße beendete die letzte Diakonissin ihre Arbeit. 2024 wurden 120 Kinder von 12 Mitarbeiterinnen betreut.
Träger der Einrichtung „Garten Eden“ in Lindig mit Kindergarten, Kinderhort und Kinderkrippe ist die Evang.-Luth.-Kirchengemeinde Himmelkron.
Weitere Vorschul-Einrichtungen der Gemeinde Himmelkron sind im Ortsteil Lanzendorf die Kindertageseinrichtung „Kita Mäuseparadies“ Gleisenhof 23 und der Hort „Schlaumäuse“ in der Schulstraße 1. Diese waren bis zum Einzug in die Neubauten 2022 im ehemaligen Schloss bzw. in einem Ärztehaus untergebracht. Träger der Einrichtung ist die Gemeinde Himmelkron.

### Ziegelhütte 1661–1985
Drei Jahrhunderte lang, vom 17. bis 20. Jh. gab es eine für Himmelkron bedeutende Industrieanlage, in der 60 bis 80 Personen einen Arbeitsplatz fanden. 1661 erhielt ein Fölschnitzer vom Stiftskastenamt Himmelkron, das das Vermögen der Markgrafen verwaltete, die Genehmigung, eine Ziegel- und Kalkbrennerei zu errichten. Anfänge dazu gab es bereits in der Klosterzeit. Unter dem langjährigen Betriebsleiter und Miteigentümer Gottlieb Schill (nach ihm ist im Gemeindeteil Ziegelhütte eine Straße benannt, † 1959) wurden täglich bis zu 6.000 Ziegelsteine produziert. Aufträge kamen nicht nur aus der näheren Umgebung, sondern auch aus dem Vogtland, aus Hamburg, Nürnberg und München. Zeitweise war die Ziegelhütte die größte Ziegelfabrik in Oberfranken. 1958/59 wurde eine Kammertrocknerei errichtet, es war die letzte große Investition. 1962 wurde die Produktion eingestellt, 1966 Konkurs angemeldet. Der Konkurrenzdruck durch die billigeren Betonziegel und Kunststoffrohre für die Drainage war zu groß. 1985 wurden die beiden 37 und 55 Meter hohen Kamine gesprengt. Nach Abriss der weiteren Gebäude entstand auf dem Gelände der neue Ortsteil Ziegelhütte mit 300 Einwohnern.

### Nutzung der Wasserkraft
Die Lage am Weißen Main und am Streitmühlbach ermöglichte die Energiegewinnung mit Hilfe von Wasserkraft an vier Orten: In der Streitmühle wird sie seit Jahrhunderten zunächst für den Betrieb einer Mahlmühle und jetzt mit der Familie Engelhard für eine Sägemühle verwendet. Die frühere Firma Landmaschinen Ferdinand Schoberth in der Fichtelgebirgsstraße mit seinem für die neueste Technik aufgeschlossenen Inhaber (u. a. erstes Motorrad 1905, erstes Auto 1914, † 1965) verfügte über ein Wasserrad, das über eine Kanalableitung vom Streitmühlbach angetrieben und bis in die 1960er-Jahre für mehrerer Maschinen genutzt wurde. Das Mühlenrad der ehemaligen Klostermühle wurde vom Mühlenbach betrieben, der über ein Stauwehr des Weißen Maines abgeleitet wurde. Die Wehranlage war ein beliebter Badeplatz bis zum Bau des Schwimmbades 1965 im Sportgelände des TSV Himmelkron. 1911 wurde von Himmelkroner Landwirten und Mühlenbesitzern eine Genossenschaft zur Erzeugung von elektrischem Strom gegründet und am Main flussabwärts bei Schlömen das Wasserkraftwerk Eichmühle errichtet. Bis 1919 war es der einzige Stromlieferant in der Gegend. Seit 2016 wird es von der Mainkraft-Eichmühle GmbH betrieben.

### Verwaltungsgeschichte
Himmelkron bildete mit der Ziegelhütte eine Realgemeinde. Gegen Ende des 18. Jahrhunderts bestand Himmelkron aus 86 Anwesen und einer Kirche, einem Pfarrhaus und einer Schule. Das Hochgericht übte das bayreuthische Stadtvogteiamt Berneck aus. Die Dorf- und Gemeindeherrschaft übernahmen das Stadtvogteiamt Berneck und das Stiftskastenamt Himmelkron gemeinsam. Das Stiftskastenamt war Grundherr sämtlicher Anwesen, diese wurden unterteilt in
- Herrschaftlicher Besitz: 1 Schlossabteilung, 1 Renthaus;
- Bauhofsgemeinde: 1 Ziegelhütte, 1 Brauerei mit Wohnhaus, 1 Mühle, 1 Wirtshaus, 2 halbe Schafhöfe mit Tropfhaus, 3 Halbhöfe, 6 Viertelhöfe, 1 Gut, 1 Gütlein, 1 Söldengut, 3 Sölden, 1 Beckenhaus, 5 Häuser, 3 Wohnhäuser, 1 Halbhaus, 1 Häuslein, 7 Tropfhäuser, 6 Tropfhäuslein;
- Dorfsgemeinde: 4 Güter, 1 Gütlein, 3 Söldengüter, 5 Sölden (darunter eine mit Backhaus), 1 Haus, 1 Halbhaus mit Backfeuerrecht, 1 Häuslein, 17 Tropfhäuser (darunter eines mit Wirtsgerechtigkeit, eines als ehemalige Badstube, eines mit Hofstatt, eines mit Hofstättlein), 6 Tropfhäuslein, 2 Halbtropfhäuser, 1 Tropfhofstatt.[59]

Mit dem Gemeindeedikt wurde 1811 der Steuerdistrikt Himmelkron gebildet. Zu diesem gehörten Birkenhof, Falkenhaus, Gleisenhof, Gössenreuth, Hermeshof, Kieselhof, Kremitz, Lanzendorf, Nenntmannsreuth, Schwärzhof, Streit, Streitmühle und Ziegelhütte. 1812 entstand die Ruralgemeinde Himmelkron, zu der Hermeshof, Schwärzhof, Streit, Streitmühle und Ziegelhütte gehörten. Sie war in Verwaltung und Gerichtsbarkeit dem Landgericht Gefrees zugeordnet und in der Finanzverwaltung dem Rentamt Gefrees. 1833 wurde auf dem Gemeindegebiet Michelsreuth gegründet. 1840 wurde Himmelkron an das Landgericht Berneck und an das Rentamt Marktschorgast überwiesen (1919 in Finanzamt Marktschorgast umbenannt). Ab 1862 gehörte Himmelkron zum Bezirksamt Berneck. Die Gerichtsbarkeit blieb beim Landgericht Berneck (1879 in Amtsgericht Berneck umgewandelt). 1929 wurde die Gemeinde schließlich an das Bezirksamt Kulmbach (1939 in Landkreis Kulmbach umbenannt) und das Finanzamt Kulmbach abgegeben. 1952 hatte die Gemeinde eine Fläche von 6,028 km². Zu diesem Zeitpunkt wurden auf dem Gemeindegebiet der Kunigundenhof und der Lindenhof gegründet. Am 1. Oktober 1954 wurde Michelsreuth an die Gemeinde Trebgast abgegeben; dadurch verkleinerte sich das Gemeindegebiet auf 5,832 km².

### Eingemeindungen
Am 1. Juli 1971 wurde im Zuge der Gebietsreform in Bayern die Gemeinde Gössenreuth eingegliedert. Am 1. Januar 1976 kam Lanzendorf hinzu.

### Einwohnerentwicklung
Gemeinde Himmelkron
| Jahr      | 1818   | 1840   | 1852   | 1861   | 1867   | 1871   | 1875   | 1880   | 1885   | 1890   | 1895   | 1900   | 1905   | 1910   | 1919   | 1925   | 1933   | 1939   | 1946   | 1950   | 1961   | 1970   | 1987   | 2007   | 2010   | 2015   | 2021   |
| Einwohner | 737    | 901    | 924    | 953    | 915    | 955    | 969    | 947    | 910    | 826    | 963    | 1023   | 1077   | 1123   | 1107   | 1121   | 1133   | 1111   | 1390   | 1511   | 1407   | 1453   | 2833   | 3476   | 3496   | 3480   | 3489   |
| Häuser    | 127    |        |        |        |        | 143    |        |        | 143    | 130    |        | 131    |        |        |        | 134    |        |        |        | 138    | 151    |        | 622    |        |        | 935    | 995    |
| Quelle    | [ 60 ] | [ 66 ] | [ 66 ] | [ 67 ] | [ 68 ] | [ 69 ] | [ 70 ] | [ 71 ] | [ 72 ] | [ 73 ] | [ 66 ] | [ 74 ] | [ 66 ] | [ 75 ] | [ 66 ] | [ 76 ] | [ 77 ] | [ 77 ] | [ 77 ] | [ 61 ] | [ 62 ] | [ 78 ] | [ 79 ] | [ 80 ] | [ 80 ] | [ 80 ] | [ 81 ] |

Ort Himmelkron
| Jahr      | 001809 | 001818 | 001861 | 001871 | 001885 | 001900 | 001925 | 001950 | 001961 | 001970 | 001987 |
| Einwohner | 688    | 688    | 857    | 842    | 831    | 949    | 1046   | 1405   | 1331   | 1350   | 1715   |
| Häuser    |        | 120    |        |        | 132    | 119    | 120    | 122    | 137    |        | 323    |
| Quelle    | [ 82 ] | [ 60 ] | [ 67 ] | [ 69 ] | [ 72 ] | [ 74 ] | [ 76 ] | [ 61 ] | [ 62 ] | [ 78 ] | [ 79 ] |

## Politik

### Bürgermeister
- 1860 Johann Pachelbel
- 1863 Matthäus Löwinger
- 1866 Johann Opitz
- 1880 Friedrich Adam Ganzleben
- 1887 Friedrich Baumgärtel
- 1893 Christian Gewinner
- 1900 Konrad Zoll
- 1906 Friedrich Baumgärtel
- 1919 Conrad Ganzleben
- 1930 Rudolf Baumgärtel
- 1945/1946 Hans Ott, Josef Nothaas
- 1946 Fritz Weiß
- 1957 Friedrich Wolfrum
- 1966 Andreas Krainhöfner
- 2002 Gerhard Schneider[83]

Erster Bürgermeister ist seit 2002 Gerhard Schneider (CSU/FWG Himmelkron). Dieser wurde bei den Kommunalwahlen 2008 mit 94,40 %, 2014 mit 93,99 % und 2020 mit 71,23 % der Stimmen wiedergewählt.

### Gemeinderat
Der Gemeinderat besteht aus dem ersten Bürgermeister und 16 Mitgliedern.

Zusammensetzung von 2020 bis 2026:
- Christlich-Soziale Union/FWG (CSU/FWG) – 6 Sitze
- Sozialdemokratische Partei Deutschlands (SPD) – 2 Sitze
- Freie Wähler Lanzendorf-Himmelkron-Gössenreuth (FW) – 3 Sitze
- Bürgerliste Zukunft Himmelkron (BZH) – 3 Sitze
- Bündnis 90/Die Grünen – 2 Sitze[84]

### Wappen und Flagge
Wappen
| Wappen von Himmelkron | Blasonierung: „Geviert; 1: in Gold ein rot gekrönter und rot bewehrter schwarzer Löwe; 2: in Blau ein rot gekrönter und rot bewehrter silberner Adler; 3: in Rot eine silberne Zinnenmauer; 4: geviert von Silber und Schwarz.“ |
| Wappen von Himmelkron | Wappenbegründung: as Wappen weist auf die ehemaligen Herrschaftsinhaber im Gemeindegebiet hin. Der Adler stammt aus dem Wappen der Grafen von Andechs-Meranien. Sie gelten als die Gründer der Gemeinde Himmelkron, die anfangs Pretzendorf hieß. Der Name Himmelkron taucht erstmals 1279 auf, als das gleichnamige Kloster gegründet wurde. Gründer des Klosters waren die Grafen von Orlamünde. An sie erinnert der Löwe aus ihrem Stammwappen. Bis 1340 diente das Kloster als Grablege dieses Grafengeschlechts. Die Vierung von Silber und Schwarz bezieht sich auf die Markgrafen von Brandenburg-Bayreuth, die den Klosterbesitz nach der Reformation übernahmen und hier eine Sommerresidenz und eine fürstliche Grablege einrichteten. Die Zinnenmauer erinnert an die Ritter von Wirsberg, die ihren Sitz in Lanzendorf hatten. Dieses Wappen wird seit 1978 geführt. |

Flagge
Die Gemeindeflagge ist schwarz-weiß.

### Städtepartnerschaften
- Königsberg a.d.Eger in Tschechien seit 2001[87]

## Persönlichkeiten
- Friedrich Adam Nützel, * 1811 in Lanzendorf, † 2. September 1887 in Bayreuth, Abgeordneter des Bayerischen Parlaments von 1855 bis 1861[88]
- Adam Friedrich Ganzleben, * 22. Dezember 1837 in Forstlahm, † 2. Oktober 1913 in Himmelkron, Bürgermeister, Abgeordneter des Bayerischen Parlaments von 1897 bis 1904[89]
- Caspar Walter Rauh, * 13. Oktober 1912 in Würzburg, † 7. Oktober 1983 in Kulmbach, Graphiker und Maler des Phantastischen Realismus, lebte von 1945 bis 1955 in Himmelkron. Im Neubaugebiet Weißmaintal ist eine Straße nach ihm benannt.
- Helmuth Meißner, * 6. Oktober 1929, † 27. Dezember 2012, Heimatkundler, Träger der silbernen und goldenen Bürgermedaille, Verdienste zum Aufbau des Stiftskirchenmuseums, Publikationen zu Kirchen in Franken.[Anm 8]
- Gerhard Böhm, Prof. * 11. September 1930 in Crailsheim; † 5. November 2023, Graphiker und Maler. In Himmelkron ist u. a. die künstlerische Ausgestaltung der Autobahnkirche sein Werk.[90]

### Ehrenbürger
- Friedrich Langheinrich, Dekan, * 3. Oktober 1851 in Hof, † 5. Mai 1910 in Ansbach, Pfarrer in Himmelkron (1883–1894), Ehrenbürger, Verleihung 14. Februar 1885[Anm 9][91]
- Andreas Krainhöfner, * 10. April 1925 in Eger, † 2. April 2015 in Kulmbach, Bürgermeister (1966–2002), Ehrenbürger, Verleihung 10. April 1995[92]
- Herbert Hofmann, * 16. Juli 1936 in Grünlas, † 22. November 2014 in Stadtsteinach, Landtagsabgeordneter (1970–1986), Landrat (1986–1996), Ehrenbürger, Verleihung 20. Oktober 1996[Anm 10]

## Kultur und Sehenswürdigkeiten

Ensemble Klosterberg
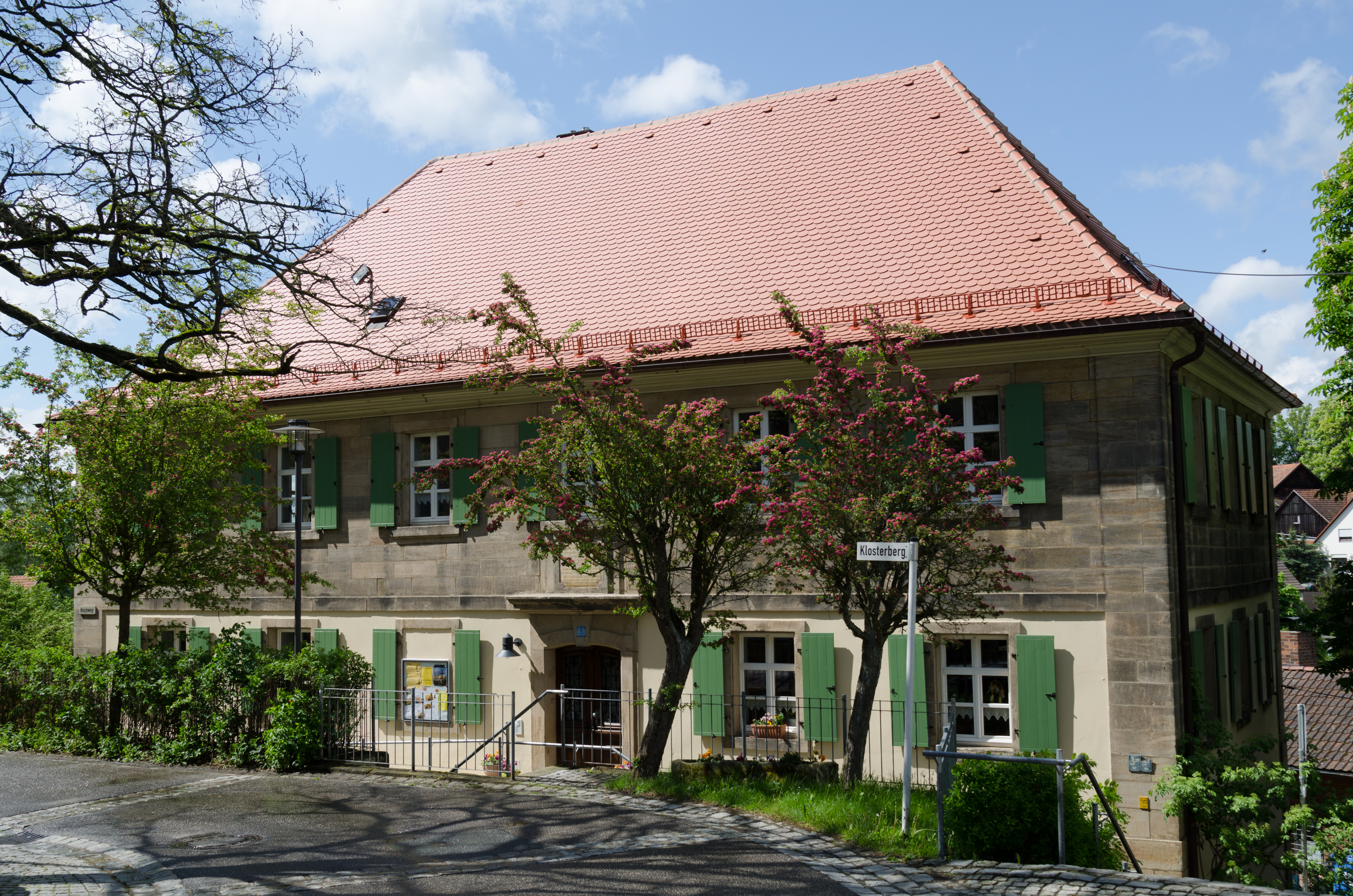
Pfarrhaus der ev.-luth. Kirchengemeinde (1751), Kirchweg 1 (am Klosterberg)
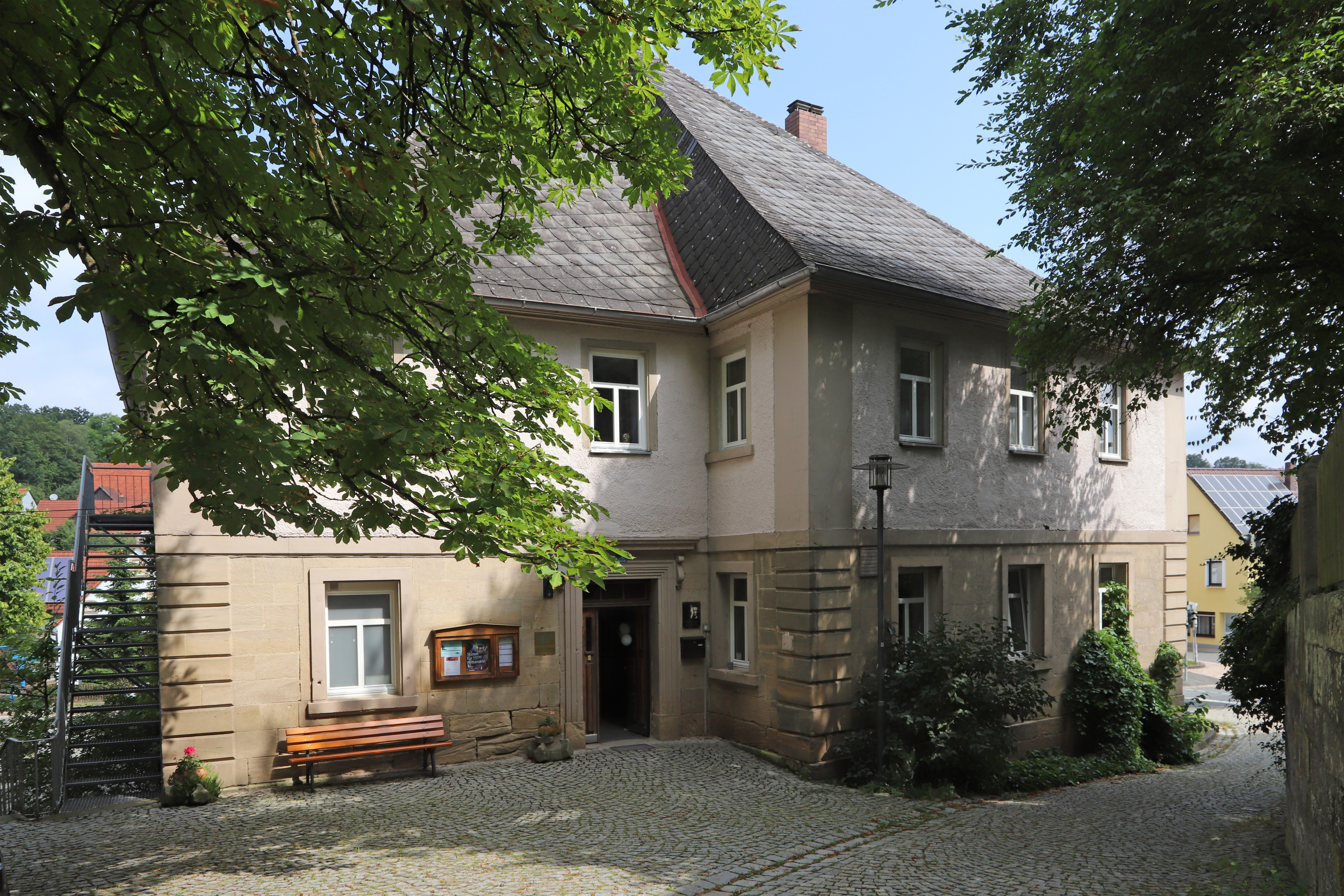
GramppHaus, ehemaliges Gasthaus, Nutzung durch Pfarrgemeinde, Markgrafenstraße 8 (am Klosterberg)
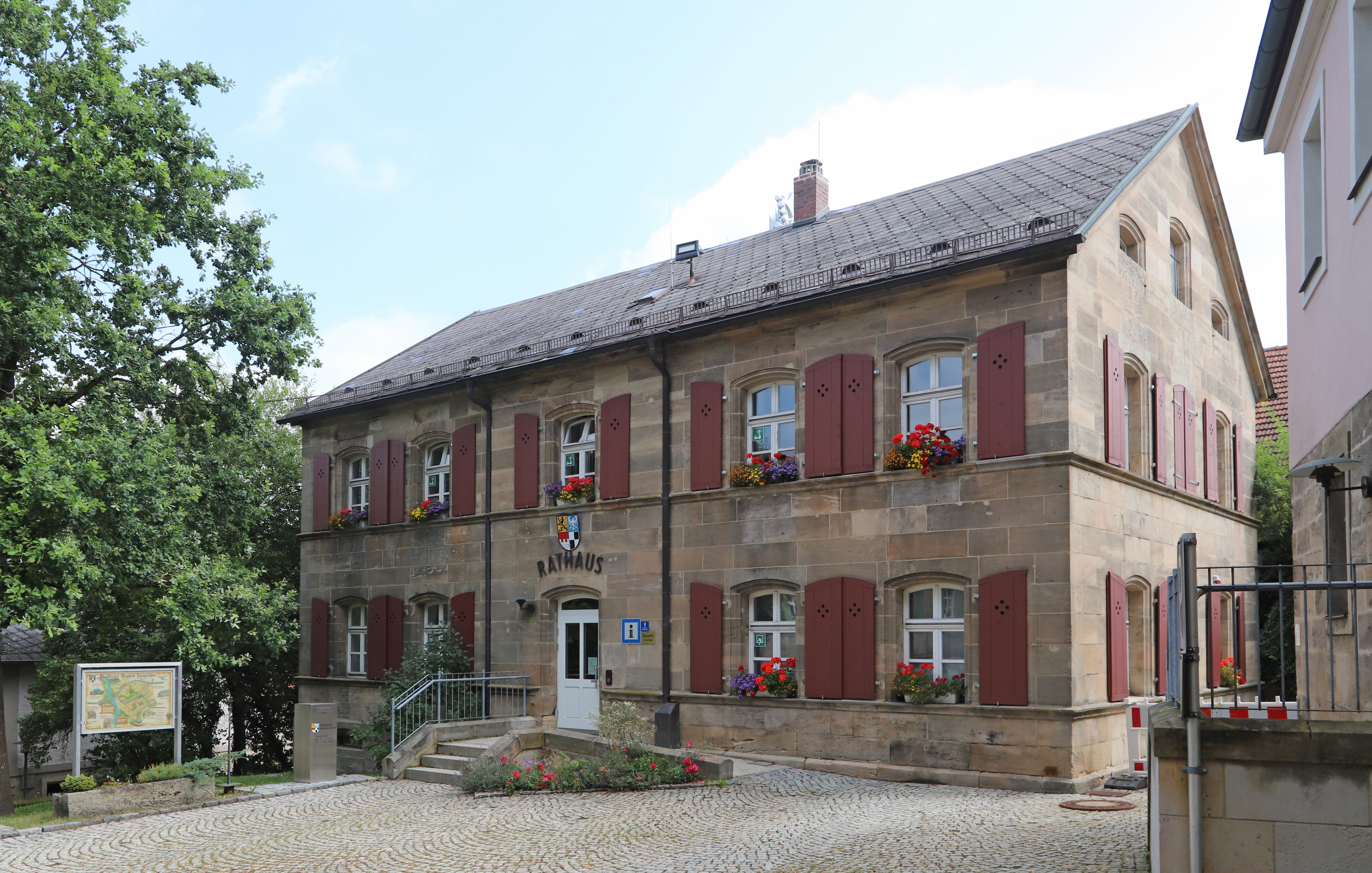
Rathaus (1848/49), ehemalige zweiklassige Volksschule (im ersten Stock) bis 1966, Klosterberg 9
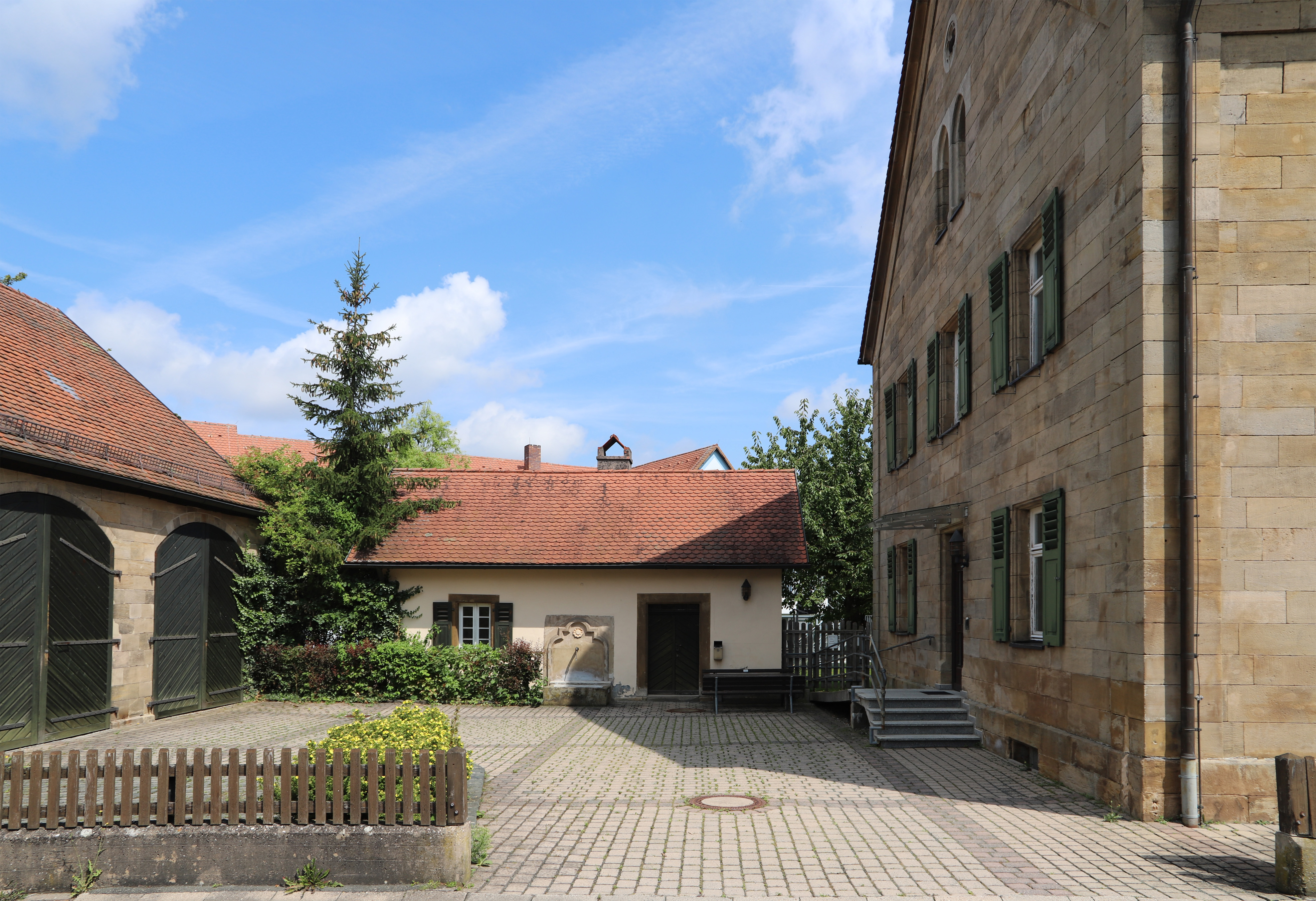
Ehemalige Forstdienststelle (bis 1995), Verwaltung der Diakoneo, Klosterberg 19

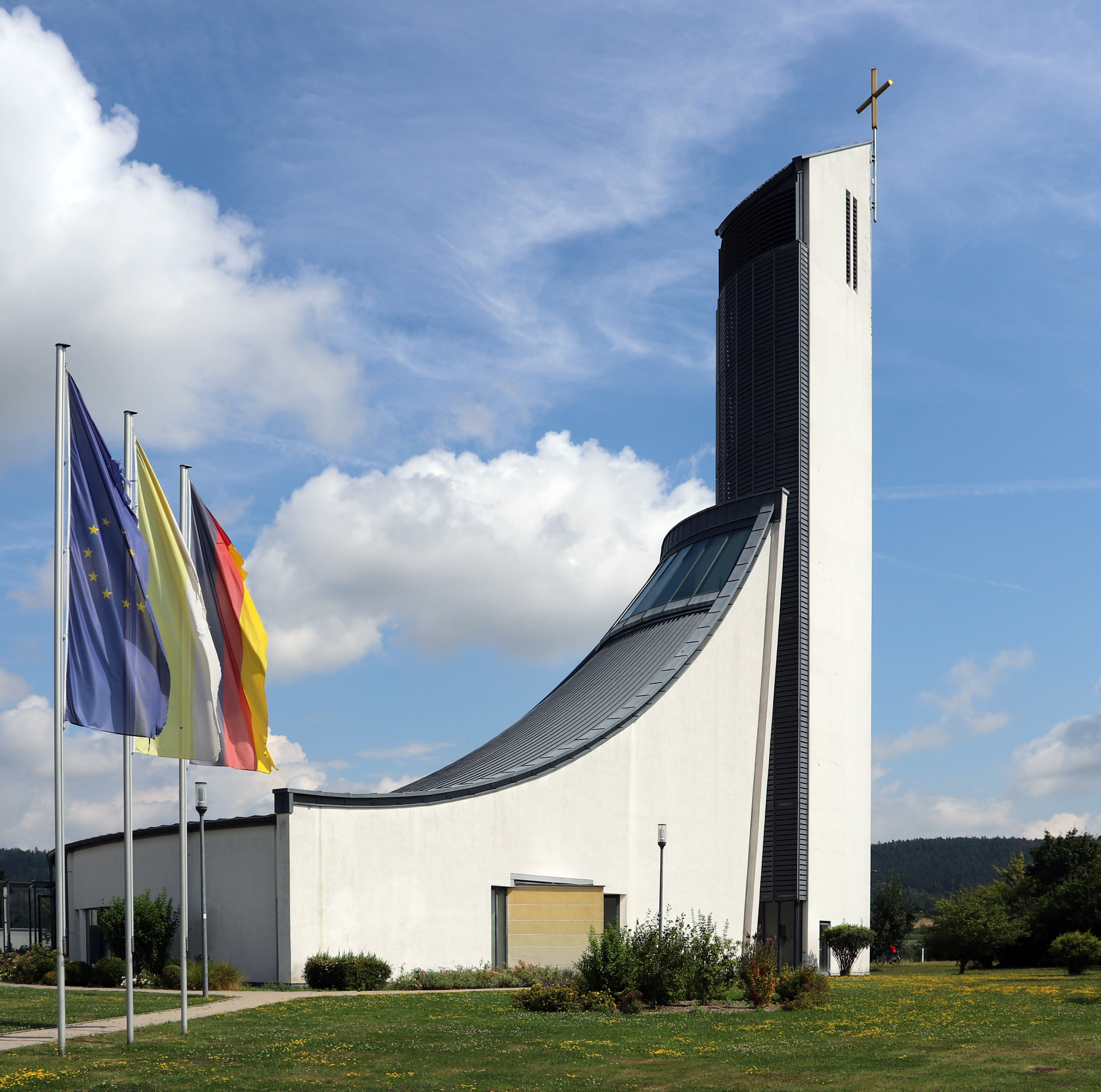
Südansicht der Autobahnkirche St. Christophorus, römisch-katholische Filialkirche der Pfarrei St. Otto, Bad Berneck

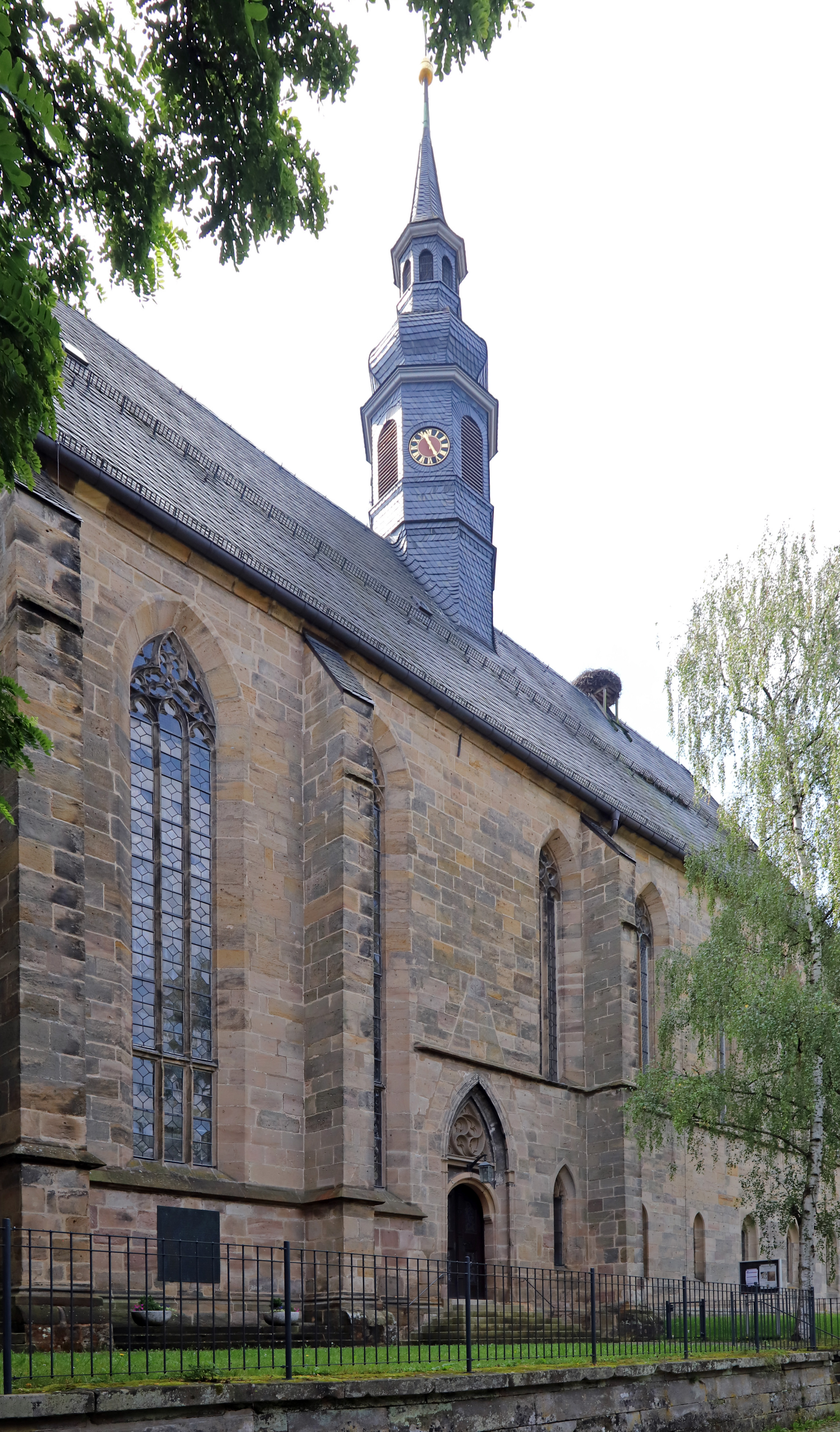
Nordansicht der Stiftskirche St. Maria, Pfarrkirche der evangelisch-lutherischen Kirchengemeinde

- Kloster Himmelkron, ehemaliges Kloster der Zisterzienserinnen (1279)
- Stiftskirche St. Maria ehemalige Klosterkirche (1279)
- Jagdschloss Himmelkron (1719)
- Baille-Maille-Lindenallee (1663 / 1986)
- Stiftskirchenmuseum (1987)[93]
- Autobahnkirche St. Christophorus (1998)

### Bau- und Bodendenkmäler
- Liste der Baudenkmäler in Himmelkron
- Liste der Bodendenkmäler in Himmelkron

## Verkehr

### Historische Straßenanbindung
Die älteste Anbindung Himmelkrons an die benachbarten Gemeinden ist eine Straße, die von Kulmbach, über Trebgast, Himmelkron (Klosterberg) und Bad Berneck entlang des Weißen Mains ins Fichtelgebirge führt. In der Liste der Staatsstraßen in Oberfranken führt sie heute die Nummern B 289, St 2182 (von Kauerndorf nach Himmelkron), B 303 und E 48. Die Überquerung des Mains in Himmelkron erfolgte durch eine Furt und eine vierbogige Sandsteinbrücke, die 1975 zum Teil abgebrochen und durch eine Stahlbetonbrücke ersetzt wurde.

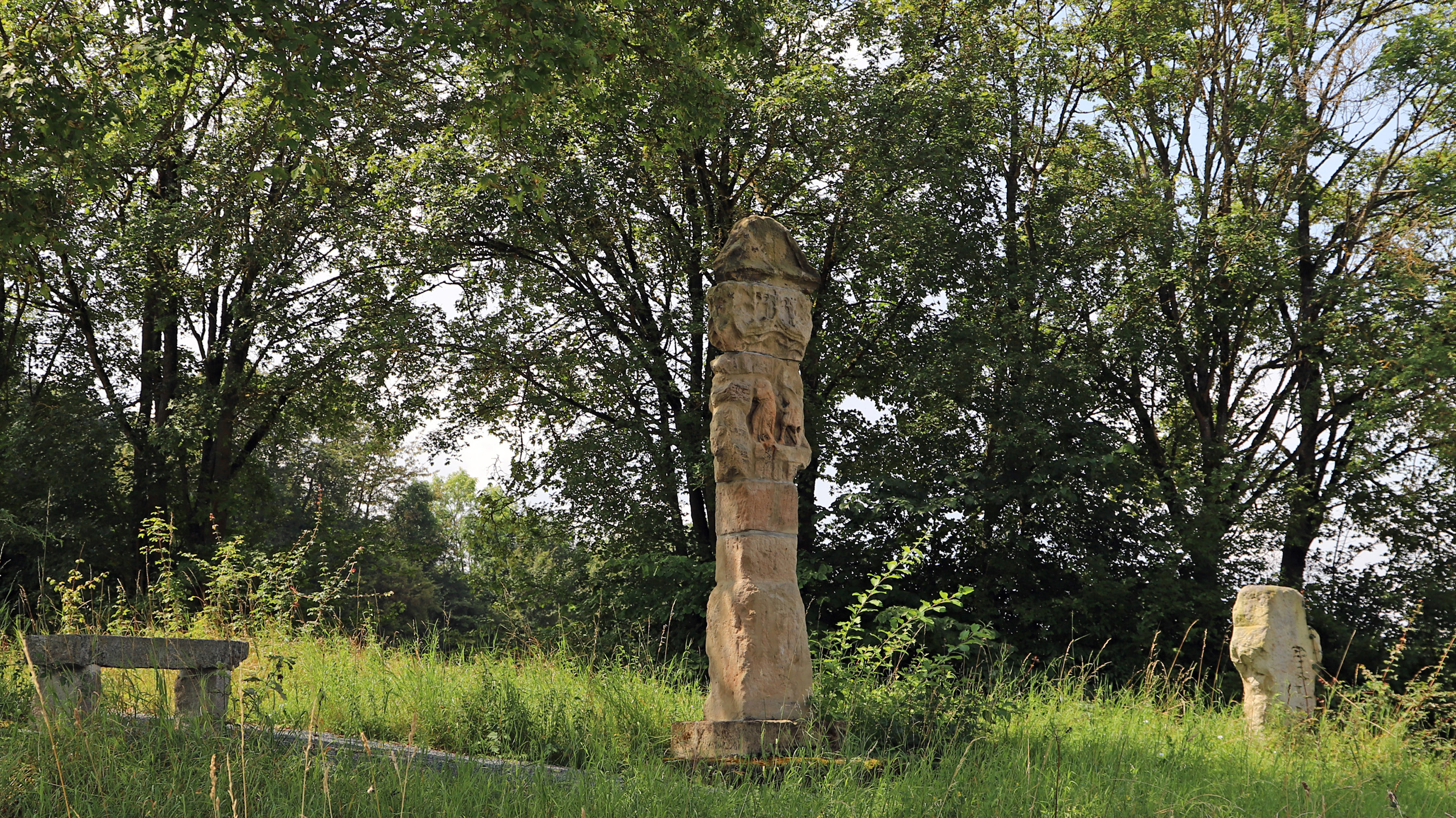
Spätgotischer Bildstock (Marter) an der Straße zwischen Trebgast und Himmelkron, Denkmal zur Weißen Frau von Hohenzollern

Auf halbem Weg von Trebgast nach Himmelkron an der St 2182 auf einer Anhöhe bei Schlömen steht eine spätgotische Marter (Denkmal D-4-77-143-12). Nach der Legende von der Weißen Frau der Hohenzollern ist dort die Burgherrin Kunigunde, die Witwe des Grafen Otto von Orlamünde, gestorben. Sie hatte ihre beiden Kinder ermordet und wollte zur Buße auf den Knien von der Plassenburg zum Kloster nach Himmelkron rutschen. Im Anblick des Klosters von der Anhöhe aus brach sie vor Erschöpfung tot zusammen.

### Bahnstrecke Neuenmarkt-Wirsberg – Bad Berneck – Bischofsgrün 1896–2006
1898 wurde eine eingleisige Bahnstrecke von Neuenmarkt-Wirsberg – Schlömen – Bad Berneck – Bischofsgrün mit den Bahnhöfen Himmelkron, Lanzendorf, Bad Berneck, Goldmühl, Röhrenhof und Bischofsgrün in Betrieb genommen. Die Teilstrecke Schlömen – Bischofsgrün wurde neu gebaut. Bei Schlömen wurde ein Stellwerk für die Abzweigung der bereits vorhandenen Strecke Neuenmarkt – Bayreuth errichtet.
Mit dem Ausbau der Autobahnen und Bundesstraßen und dem damit verbundenen Rückgang der Fahrgastzahlen wurde 1974 der Personenverkehr eingestellt, 1993 auch der Güterverkehr. Er war wegen des Hartsteinwerkes Küfner in Röhrenhof länger betrieben worden. Die Strecke Neuenmarkt-Wirsberg – Lanzendorf wurde zum letzten Mal 2006 für die Belieferung eines Flüssiggashändlers befahren und danach stillgelegt. Die Bahntrasse wurde demontiert, die Bahnhöfe mit Ausnahme in Bischofsgrün wurden abgebrochen, der Himmelkroner Bahnhof bereits 1969. Die Nutzung des hochwassergeschützten Bahndammes entlang des Mains als Radweg wurde zwischen Bad Berneck und Bischofsgrün realisiert, Planungen für den Streckenabschnitt Schlömen – Bad Berneck sind vorhanden.

### Anschluss an Fernverkehrswege seit 1937
1936 und 1937 wurden Teilstrecken der Reichsautobahn Berlin-München zwischen Leipzig und Nürnberg freigegeben mit einem Anschluss für Bad Berneck (heute Anschlussstelle 39 Bad Berneck/Himmelkron).
In den 1960er-Jahren wurde eine neue Straße zwischen Untersteinach und Himmelkron gebaut und als Teilstück der B 303 (Schweinfurt, Stadtsteinach, Bad Berneck, Wunsiedel) definiert. Sie wurde für den West-Ost-Verkehr von Kronach/Kulmbach zur Autobahn und ins Fichtelgebirge u. a. zur Umgehung der kurvenreichen engen Staatsstraße St 2182 über den Klosterberg geschaffen. Zwar führt die Bundesstraße im Osten an Himmelkron vorbei, trennt aber den Sportplatzbereich, der auch für den Schulsport benutzt wird, vom Ort. Seit 1971 gibt es eine Fußgängerunterführung.
An der Kreuzung der Fernverkehrswege
- Bundesautobahn Berlin–München,
- Europastraße Schweinfurt–Prag,
- Bundesstraße Schweinfurt–Schirnding und dem Ende der
- St 2182 Staatsstraße Kauerndorf–Himmelkron

sind ein Autohof, zwei Hotels, eine Gastwirtschaft und eine Autobahnkirche (1997) entstanden.

### Busanschlüsse
Es gibt Busverbindungen mit Haltestellen im Ortsbereich nach Kulmbach, Bayreuth, Bad Berneck sowie zu den Bahnhöfen Neuenmarkt-Wirsberg und Trebgast. Die Flixbusstrecke München-Berlin auf der A 9 hat eine Haltestelle im Autohof Himmelkron.

## Sonstiges

### 700 Jahre Himmelkron

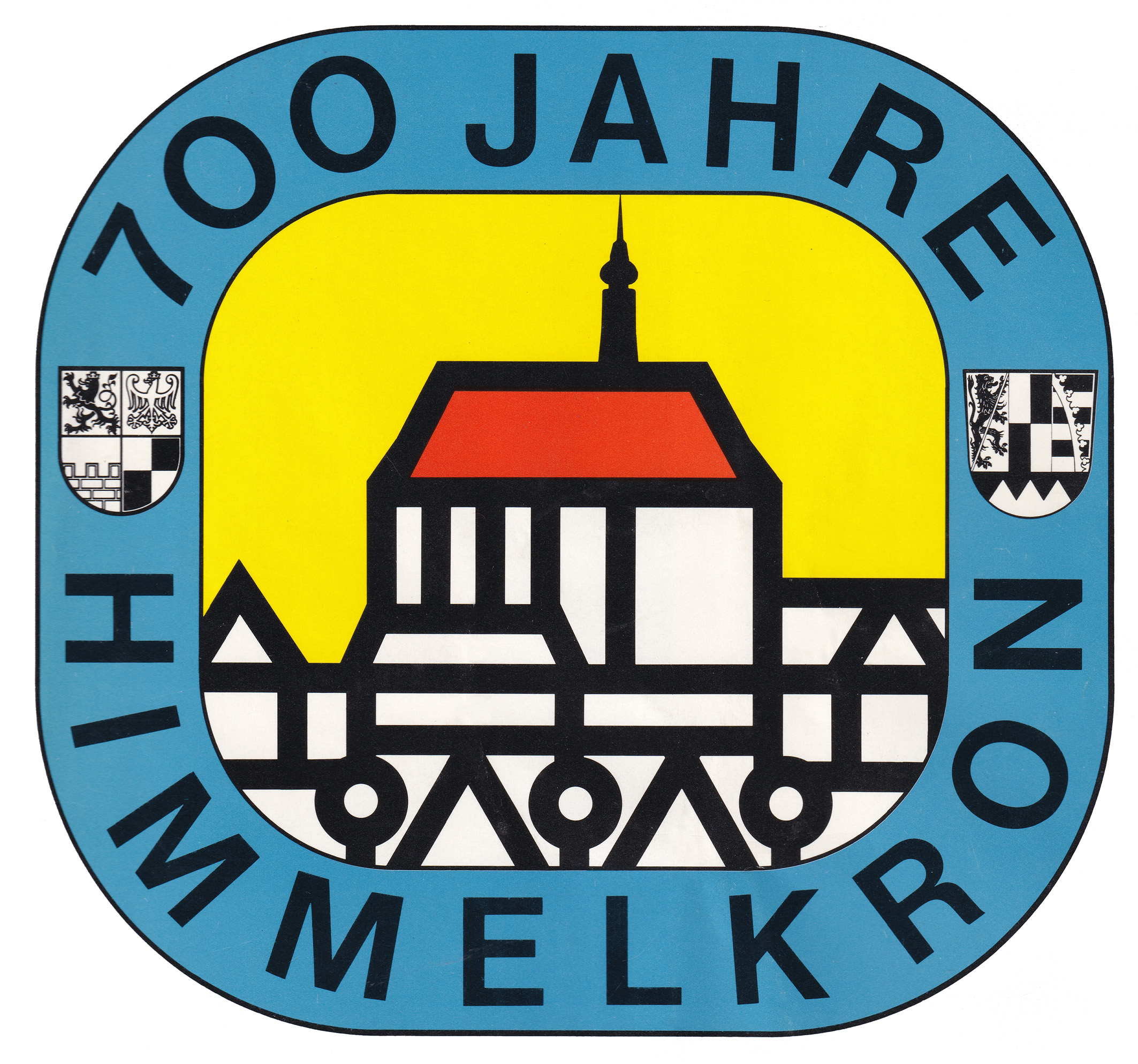
Emblem zur 700-Jahr-Feier

Das 700-jährige Jubiläum feierte Himmelkron das ganze Jahr 1979, angefangen von einem Festball am 31. Dezember 1978 bis zum Festgottesdienst mit Festakt am 28. Dezember 1979 (Datum der Schenkungsurkunde ist der 28. Dezember, der Festtag der Unschuldigen Kinder). Das Programm zum Himmelkroner Festjahr 1997 weist an 29 Tagen Veranstaltungen aus. Höhepunkte waren am Sa/So 14./15 Juni das Straßenfest (Schäfflertanz, Münzprägung, Holztrift an der Mainbrücke, Baille-Maille-Spielstraße auf der Markgrafenstraße), die Fahnenweihe mit Umzug der Feuerwehr, sowie der große historische Festzug, der alle Epochen Himmelkrons darstellte: Klosterzeit, Markgrafenzeit, „dunkles Jahrhundert“, Zeit der Diakonissen mit Behindertenarbeit und Betreuung Kindergarten, Anschluss an das Eisenbahnnetz und aktuelles Vereinsleben.

### Monographien
- Helmuth Meißner: 700 Jahre Himmelkron, Geschichte und Geschichten, Namen und Daten. Festschrift anläßlich der 700-Jahr-Feier. Hrsg.: Gemeinde Himmelkron. Metho-Graphik, Bayreuth 1997 (96 S.). Bayerische Staatsbibliothek, DNB 1354234731 Inhaltsverzeichnis
- Helmuth Meißner: Stiftskirche, ehemaliges Kloster und Schloss Himmelkron (= DKV-Kunstführer. Band 245). Deutscher Kunstverlag GmbH, München / Berlin, ISBN 978-3-422-02349-9.
- Helmuth Meißner: Der Klosterkreuzgang von Himmelkron. Geschichte und Beschreibung. Hrsg.: Historischer Verein für Oberfranken (= Archiv für Geschichte von Oberfranken. Band 54). Lorenz Ellwanger, 1974, ISSN 0066-6335 (96 S.).
- Helmuth Meißner: Das Stiftskirchenmuseum Himmelkron. Hrsg.: Colloquium Historicum Wirsbergense (= Geschichte am Obermain. Band 17). Bamberg 1989 (19 S.).
- Helmuth Meißner: Wappendarstellungen in Himmelkron. Hrsg.: Historischer Verein für Oberfranken (= Archiv für Geschichte von Oberfranken. Band 85). Bayreuth 2005.
- Claudia Entschladen: Ein markgräflicher Emporenbehang von 1621 und die Frage nach der Herkunft. Hrsg.: Historischer Verein für Oberfranken (= Archiv für Geschichte von Oberfranken. Band 97). Bayreuth 2017.
- Andi Krainhöfer, Helmuth Meißner, Hanns Meyer, Reinhard Stelzer: Himmelkron mit Lanzendorf und Gössenreuth, zwischen altem und neuem Jahrhundert, Bunte Bilder künden vom Wandel der Zeit. Geiger Verlag, Horb am Neckar 2000, ISBN 3-89570-699-X. DNB 966335791
- Gerhard-Georg Krainhöfer, Roland Hofmann: TSV Himmelkron von 1921 100 Jahre. Festschrift zum 100-jährigen Jubiläum 2021. Hrsg.: TSV Himmelkron von 1921 e. V. (104 S.). Bayerische Staatsbibliothek
- Reinhard Stelzer: Die Baille-Maille-Lindenallee zu Himmelkron. Hrsg.: Förderkreis zur Erhaltung und Verschönerung der Kulturlandschaft im Bereich der Gemeinde Himmelkron e. V. 2020 (156 S.). Bayerische Staatsbibliothek
- Johann Loer: Kurtze Beschreibung des löblichen Jungkfrawen Closters HimelCron am Fluß des Mains bei Culmbach uffm Gebierg gelegen. In Deutsche Reymen gestellet von Pfarrer Loer zu Melkendorf 1559. DNB 1217715959 Digitalisat
- Johann Ernst Teichmann: Historische Beschreibung des alten Frauen-Closters Himmelcron. Bayreuth 1739, urn:nbn:de:bvb:12-bsb10006661-7.
- Theodor Zinck: Himmelkron, Beschreibung seiner Vergangenheit und Gegenwart. Hrsg.: Emil Mühl. Bayreuth 1925 (107 S.). Bayerische Staatsbibliothek Digitalisat

### Aufsätze und Artikel
- Rüdiger Barth: Kulmbach: Stadt und Altlandkreis (= Historischer Atlas von Bayern, Teil Franken. I, 38). Kommission für bayerische Landesgeschichte, München 2012, ISBN 978-3-7696-6554-3.
- Johann Kaspar Bundschuh: Himmelskron, Himmelcron. In: Geographisches Statistisch-Topographisches Lexikon von Franken. Band 2: El–H. Verlag der Stettinischen Buchhandlung, Ulm 1800, DNB 790364298, OCLC 833753081, Sp. 662–664 (Digitalisat).
- August Gebeßler: Stadt und Landkreis Kulmbach (= Bayerische Kunstdenkmale. Band 3). Deutscher Kunstverlag, München 1958, DNB 451450973, S. 53–59.
- Erich Freiherr von Guttenberg: Land- und Stadtkreis Kulmbach (= Historisches Ortsnamenbuch von Bayern, Oberfranken. Band 1). Kommission für Bayerische Landesgeschichte, München 1952, DNB 451738918, S. 60.
- Dietmar Herrmann, Helmut Süssmann: Fichtelgebirge, Bayerisches Vogtland, Steinwald, Bayreuther Land. Lexikon. Ackermannverlag, Hof (Saale) 2000, ISBN 3-929364-18-2, Sp. 263–268.
- Georg Paul Hönn: Himmel-Cron. In: Lexicon Topographicum des Fränkischen Craises. Johann Georg Lochner, Frankfurt und Leipzig 1747, OCLC 257558613, S. 258–259 (Digitalisat).
- Wolf-Armin von Reitzenstein: Lexikon fränkischer Ortsnamen. Herkunft und Bedeutung. Oberfranken, Mittelfranken, Unterfranken. C. H. Beck, München 2009, ISBN 978-3-406-59131-0, S. 103.
- Sparkasse Kulmbach in Zusammenarbeit mit dem Landkreis (Hrsg.): Unser Landkreis Kulmbach. Deutscher Sparkassenverlag, Stuttgart 1985, OCLC 159885915, S. 114–116.
- Pleikard Joseph Stumpf: Himmelkron. In: Bayern. Ein geographisch-statistisch-historisches Handbuch des Königreiches. Zweiter Theil. München 1853, OCLC 643829991, S. 569 (Digitalisat).
- Martin Zeiller: Himmelscron. In: Matthäus Merian (Hrsg.): Topographia Franconiae (= Topographia Germaniae. Band 9). 1. Auflage. Matthaeus Merian, Frankfurt am Main 1648, S. 48 (Volltext [Wikisource]).
- Christine Ruth Müller, Hans-Ludwig Siemen: Warum sie sterben mußten, Leidensweg und Vernichtung von Behinderten aus den Neuendettelsauer Pflegeanstalten im „Dritten Reich“. Verlag Degener, Neustadt an der Aisch 1992, ISBN 3-7686-9112-8. DNB 1201182298, Bayerische Staatsbibliothek